# Séries éliminatoires de la Coupe Stanley 2024
Année précédente Année suivante
Les séries éliminatoires de la Coupe Stanley 2024 sont la partie finale de la saison de hockey sur glace de la Ligue nationale de hockey et font suite à la saison régulière 2023-2024. Elles débutent le 20 avril 2024.

## Contexte des séries
Les trois premières équipes de chaque division et les équipes classées aux septième et huitième rang dans chaque association, sans distinction de division, sont qualifiées. La meilleure équipe de chaque association rencontre la 8e et la première équipe de l'autre division rencontre la 7e. Les équipes classées aux 2e et 3e places de chaque division se rencontrent dans la partie de tableau où se situe le champion de leur division. Toutes les séries sont jouées au meilleur des sept matchs : la première équipe qui gagne quatre rencontres remporte la série. Les deux premiers matchs sont joués chez l'équipe la mieux classée à l'issue de la saison régulière puis les deux suivants sont joués chez l'autre équipe. Si une cinquième, une sixième voire une septième rencontre sont nécessaires, elles sont jouées alternativement chez les deux équipes en commençant chez la mieux classée.
Les premiers matchs ont lieu le 20 avril 2024.

## Tableau récapitulatif
|  | Quarts de finale d'association | Quarts de finale d'association | Quarts de finale d'association | Quarts de finale d'association |    |           | Demi-finales d'association | Demi-finales d'association | Demi-finales d'association | Demi-finales d'association |  |  | Finales d'association | Finales d'association | Finales d'association | Finales d'association |  |  | Finale de la Coupe Stanley | Finale de la Coupe Stanley | Finale de la Coupe Stanley | Finale de la Coupe Stanley |
|  |                                |                                |                                |                                |    |           |                            |                            |                            |                            |  |  |                       |                       |                       |                       |  |  |                            |                            |                            |                            |
|  | Du 21 au 29 avril              | Du 21 au 29 avril              | Du 21 au 29 avril              | Du 21 au 29 avril              |    |           | Du 6 au 17 mai             | Du 6 au 17 mai             | Du 6 au 17 mai             | Du 6 au 17 mai             |  |  | Du 22 mai au 1er juin | Du 22 mai au 1er juin | Du 22 mai au 1er juin | Du 22 mai au 1er juin |  |  | Du 8 juin au 24 juin       | Du 8 juin au 24 juin       | Du 8 juin au 24 juin       | Du 8 juin au 24 juin       |
|  | A1                             | Floride                        | 4                              | 4                              |    |           | Du 6 au 17 mai             | Du 6 au 17 mai             | Du 6 au 17 mai             | Du 6 au 17 mai             |  |  | Du 22 mai au 1er juin | Du 22 mai au 1er juin | Du 22 mai au 1er juin | Du 22 mai au 1er juin |  |  | Du 8 juin au 24 juin       | Du 8 juin au 24 juin       | Du 8 juin au 24 juin       | Du 8 juin au 24 juin       |
|  | A1                             | Floride                        | 4                              | 4                              |    |           | Du 6 au 17 mai             | Du 6 au 17 mai             | Du 6 au 17 mai             | Du 6 au 17 mai             |  |  | Du 22 mai au 1er juin | Du 22 mai au 1er juin | Du 22 mai au 1er juin | Du 22 mai au 1er juin |  |  | Du 8 juin au 24 juin       | Du 8 juin au 24 juin       | Du 8 juin au 24 juin       | Du 8 juin au 24 juin       |
|  | E7                             | Tampa Bay                      | 1                              | 1                              |    |           | Du 6 au 17 mai             | Du 6 au 17 mai             | Du 6 au 17 mai             | Du 6 au 17 mai             |  |  | Du 22 mai au 1er juin | Du 22 mai au 1er juin | Du 22 mai au 1er juin | Du 22 mai au 1er juin |  |  | Du 8 juin au 24 juin       | Du 8 juin au 24 juin       | Du 8 juin au 24 juin       | Du 8 juin au 24 juin       |
|  | E7                             | Tampa Bay                      | 1                              | 1                              | A1 | Floride   | 4                          | 4                          |                            |                            |  |  | Du 22 mai au 1er juin | Du 22 mai au 1er juin | Du 22 mai au 1er juin | Du 22 mai au 1er juin |  |  | Du 8 juin au 24 juin       | Du 8 juin au 24 juin       | Du 8 juin au 24 juin       | Du 8 juin au 24 juin       |
|  | Du 20 avril au 4 mai           |                                |                                |                                | A1 | Floride   | 4                          | 4                          |                            |                            |  |  | Du 22 mai au 1er juin | Du 22 mai au 1er juin | Du 22 mai au 1er juin | Du 22 mai au 1er juin |  |  | Du 8 juin au 24 juin       | Du 8 juin au 24 juin       | Du 8 juin au 24 juin       | Du 8 juin au 24 juin       |
|  |                                |                                | A2                             | Boston                         | 2  | 2         |                            |                            |                            |                            |  |  | Du 22 mai au 1er juin | Du 22 mai au 1er juin | Du 22 mai au 1er juin | Du 22 mai au 1er juin |  |  | Du 8 juin au 24 juin       | Du 8 juin au 24 juin       | Du 8 juin au 24 juin       | Du 8 juin au 24 juin       |
|  | A2                             | Boston                         | A2                             | Boston                         | 2  | 2         | 4                          | 4                          |                            |                            |  |  | Du 22 mai au 1er juin | Du 22 mai au 1er juin | Du 22 mai au 1er juin | Du 22 mai au 1er juin |  |  | Du 8 juin au 24 juin       | Du 8 juin au 24 juin       | Du 8 juin au 24 juin       | Du 8 juin au 24 juin       |
|  | A2                             | Boston                         | Du 5 au 16 mai                 |                                |    |           | 4                          | 4                          |                            |                            |  |  | Du 22 mai au 1er juin | Du 22 mai au 1er juin | Du 22 mai au 1er juin | Du 22 mai au 1er juin |  |  | Du 8 juin au 24 juin       | Du 8 juin au 24 juin       | Du 8 juin au 24 juin       | Du 8 juin au 24 juin       |
|  | A3                             | Toronto                        | 3                              | 3                              |    |           |                            |                            |                            |                            |  |  | Du 22 mai au 1er juin | Du 22 mai au 1er juin | Du 22 mai au 1er juin | Du 22 mai au 1er juin |  |  | Du 8 juin au 24 juin       | Du 8 juin au 24 juin       | Du 8 juin au 24 juin       | Du 8 juin au 24 juin       |
|  | A3                             | Toronto                        | 3                              | 3                              | A1 | Floride   | 4                          | 4                          |                            |                            |  |  |                       |                       |                       |                       |  |  | Du 8 juin au 24 juin       | Du 8 juin au 24 juin       | Du 8 juin au 24 juin       | Du 8 juin au 24 juin       |
|  | Du 21 au 28 avril              |                                |                                |                                | A1 | Floride   | 4                          | 4                          |                            |                            |  |  |                       |                       |                       |                       |  |  | Du 8 juin au 24 juin       | Du 8 juin au 24 juin       | Du 8 juin au 24 juin       | Du 8 juin au 24 juin       |
|  |                                |                                | M1                             | New York                       | 2  | 2         |                            |                            |                            |                            |  |  |                       |                       |                       |                       |  |  | Du 8 juin au 24 juin       | Du 8 juin au 24 juin       | Du 8 juin au 24 juin       | Du 8 juin au 24 juin       |
|  | M1                             | Rangers de New York            | M1                             | New York                       | 2  | 2         | 4                          | 4                          |                            |                            |  |  |                       |                       |                       |                       |  |  | Du 8 juin au 24 juin       | Du 8 juin au 24 juin       | Du 8 juin au 24 juin       | Du 8 juin au 24 juin       |
|  | M1                             | Rangers de New York            | Du 23 mai au 2 juin            |                                |    |           | 4                          | 4                          |                            |                            |  |  |                       |                       |                       |                       |  |  | Du 8 juin au 24 juin       | Du 8 juin au 24 juin       | Du 8 juin au 24 juin       | Du 8 juin au 24 juin       |
|  | E8                             | Washington                     | 0                              | 0                              |    |           |                            |                            |                            |                            |  |  |                       |                       |                       |                       |  |  | Du 8 juin au 24 juin       | Du 8 juin au 24 juin       | Du 8 juin au 24 juin       | Du 8 juin au 24 juin       |
|  | E8                             | Washington                     | 0                              | 0                              | M1 | New York  | 4                          | 4                          |                            |                            |  |  |                       |                       |                       |                       |  |  | Du 8 juin au 24 juin       | Du 8 juin au 24 juin       | Du 8 juin au 24 juin       | Du 8 juin au 24 juin       |
|  | Du 20 au 30 avril              |                                |                                |                                | M1 | New York  | 4                          | 4                          |                            |                            |  |  |                       |                       |                       |                       |  |  | Du 8 juin au 24 juin       | Du 8 juin au 24 juin       | Du 8 juin au 24 juin       | Du 8 juin au 24 juin       |
|  |                                |                                | M2                             | Caroline                       | 2  | 2         |                            |                            |                            |                            |  |  |                       |                       |                       |                       |  |  | Du 8 juin au 24 juin       | Du 8 juin au 24 juin       | Du 8 juin au 24 juin       | Du 8 juin au 24 juin       |
|  | M2                             | Caroline                       | M2                             | Caroline                       | 2  | 2         | 4                          | 4                          |                            |                            |  |  |                       |                       |                       |                       |  |  | Du 8 juin au 24 juin       | Du 8 juin au 24 juin       | Du 8 juin au 24 juin       | Du 8 juin au 24 juin       |
|  | M2                             | Caroline                       | Du 7 au 17 mai                 |                                |    |           | 4                          | 4                          |                            |                            |  |  |                       |                       |                       |                       |  |  | Du 8 juin au 24 juin       | Du 8 juin au 24 juin       | Du 8 juin au 24 juin       | Du 8 juin au 24 juin       |
|  | M3                             | Islanders de New York          | 1                              | 1                              |    |           |                            |                            |                            |                            |  |  |                       |                       |                       |                       |  |  | Du 8 juin au 24 juin       | Du 8 juin au 24 juin       | Du 8 juin au 24 juin       | Du 8 juin au 24 juin       |
|  | M3                             | Islanders de New York          | 1                              | 1                              | A1 | Floride   | 4                          | 4                          |                            |                            |  |  |                       |                       |                       |                       |  |  |                            |                            |                            |                            |
|  | Du 22 avril au 5 mai           |                                |                                |                                | A1 | Floride   | 4                          | 4                          |                            |                            |  |  |                       |                       |                       |                       |  |  |                            |                            |                            |                            |
|  |                                |                                | P2                             | Edmonton                       | 3  | 3         |                            |                            |                            |                            |  |  |                       |                       |                       |                       |  |  |                            |                            |                            |                            |
|  | C1                             | Dallas                         | P2                             | Edmonton                       | 3  | 3         | 4                          | 4                          |                            |                            |  |  |                       |                       |                       |                       |  |  |                            |                            |                            |                            |
|  | C1                             | Dallas                         |                                |                                |    |           |                            | 4                          |                            |                            |  |  |                       |                       |                       |                       |  |  |                            |                            |                            |                            |
|  | E8                             | Vegas                          | 3                              | 3                              |    |           |                            |                            |                            |                            |  |  |                       |                       |                       |                       |  |  |                            |                            |                            |                            |
|  | E8                             | Vegas                          | 3                              | 3                              | C1 | Dallas    | 4                          | 4                          |                            |                            |  |  |                       |                       |                       |                       |  |  |                            |                            |                            |                            |
|  | Du 21 au 30 avril              |                                |                                |                                | C1 | Dallas    | 4                          | 4                          |                            |                            |  |  |                       |                       |                       |                       |  |  |                            |                            |                            |                            |
|  |                                |                                | C3                             | Colorado                       | 2  | 2         |                            |                            |                            |                            |  |  |                       |                       |                       |                       |  |  |                            |                            |                            |                            |
|  | C2                             | Winnipeg                       | C3                             | Colorado                       | 2  | 2         | 1                          | 1                          |                            |                            |  |  |                       |                       |                       |                       |  |  |                            |                            |                            |                            |
|  | C2                             | Winnipeg                       | Du 8 au 20 mai                 |                                |    |           | 1                          | 1                          |                            |                            |  |  |                       |                       |                       |                       |  |  |                            |                            |                            |                            |
|  | C3                             | Colorado                       | 4                              | 4                              |    |           |                            |                            |                            |                            |  |  |                       |                       |                       |                       |  |  |                            |                            |                            |                            |
|  | C3                             | Colorado                       | 4                              | 4                              | C1 | Dallas    | 2                          | 2                          |                            |                            |  |  |                       |                       |                       |                       |  |  |                            |                            |                            |                            |
|  | Du 21 au 30 avril              |                                |                                |                                | C1 | Dallas    | 2                          | 2                          |                            |                            |  |  |                       |                       |                       |                       |  |  |                            |                            |                            |                            |
|  |                                |                                | P2                             | Edmonton                       | 4  | 4         |                            |                            |                            |                            |  |  |                       |                       |                       |                       |  |  |                            |                            |                            |                            |
|  | P1                             | Vancouver                      | P2                             | Edmonton                       | 4  | 4         | 4                          | 4                          |                            |                            |  |  |                       |                       |                       |                       |  |  |                            |                            |                            |                            |
|  | P1                             | Vancouver                      |                                |                                |    |           |                            | 4                          |                            |                            |  |  |                       |                       |                       |                       |  |  |                            |                            |                            |                            |
|  | E7                             | Nashville                      | 2                              | 2                              |    |           |                            |                            |                            |                            |  |  |                       |                       |                       |                       |  |  |                            |                            |                            |                            |
|  | E7                             | Nashville                      | 2                              | 2                              | P1 | Vancouver | 3                          | 3                          |                            |                            |  |  |                       |                       |                       |                       |  |  |                            |                            |                            |                            |
|  | Du 22 avril au 1er mai         |                                |                                |                                | P1 | Vancouver | 3                          | 3                          |                            |                            |  |  |                       |                       |                       |                       |  |  |                            |                            |                            |                            |
|  |                                |                                | P2                             | Edmonton                       | 4  | 4         |                            |                            |                            |                            |  |  |                       |                       |                       |                       |  |  |                            |                            |                            |                            |
|  | P2                             | Edmonton                       | P2                             | Edmonton                       | 4  | 4         | 4                          | 4                          |                            |                            |  |  |                       |                       |                       |                       |  |  |                            |                            |                            |                            |
|  | P2                             | Edmonton                       |                                |                                |    |           |                            | 4                          |                            |                            |  |  |                       |                       |                       |                       |  |  |                            |                            |                            |                            |
|  | P3                             | Los Angeles                    | 1                              | 1                              |    |           |                            |                            |                            |                            |  |  |                       |                       |                       |                       |  |  |                            |                            |                            |                            |
|  | P3                             | Los Angeles                    | 1                              | 1                              |    |           |                            |                            |                            |                            |  |  |                       |                       |                       |                       |  |  |                            |                            |                            |                            |
|  |                                |                                |                                |                                |    |           |                            |                            |                            |                            |  |  |                       |                       |                       |                       |  |  |                            |                            |                            |                            |

## Détails des matchs

### Quarts de finale d'association

#### Floride contre Tampa Bay
Pour la 3e fois de leur histoire, les Panthers de la Floride et le Lightning de Tampa Bay se rencontrent en séries éliminatoires, le Lightning ayant remporté les deux premières confrontation en 2021 et 2022. Les Panthers, finalistes de l'édition précédente, sont favoris après avoir terminé en tête de la division Atlantique avec 110 points lors de la saison régulière où le Lightning a fini à la 7e place de l'association de l'Est, avec 96 points. Les Panthers sont menés en attaque par Samson Reinhart, deuxième de la ligue avec 57 buts marqués. Avec 94 points, il est loin derrière Nikita Koutcherov, du Lightning, qui, avec 144 unités a terminé en tête de la saison régulière dans cette catégorie. Koutcherov est le premier joueur depuis 1996 à inscrire autant de points. Sergueï Bobrovski a été secondé par Anthony Stolarz devant le filet de la Floride alors qu'Andreï Vassilevski l'était par Jonas Johansson pour Tampa Bay.
| 21 avril | Floride | 3-2 (1-1, 0-0, 2-1) | Tampa Bay | Amerant Bank Arena 19 356 spectateurs |

| Feuille de match | Feuille de match | Feuille de match    | Feuille de match                                                                     | Feuille de match                                                           |
| ---------------- | --- | ------------------- | ------------------------------------------------------------------------------------ | -------------------------------------------------------------------------- |
|                  | Reinhart (Forsling, Barkov) — 6 min 17 s Verhaeghe (Barkov, Tkachuk) — 40 min 58 s (SN) Tkachuk (Ekblad) — 57 min 55 s (CV) | 1-0 1-1 2-1 3-1 3-2 | Hagel (Cirelli, Stamkos) — 16 min 4 s Stamkos (Koutcherov, Point) — 59 min 50 s (SN) | Arbitrage : Wes McCauley, Kendrick Nicholson Scott Cherrey, Libor Suchanek |
| Bobrovski        | Gardiens | Vassilevski         |                                                                                      | Arbitrage : Wes McCauley, Kendrick Nicholson Scott Cherrey, Libor Suchanek |
| 4 min            | Pénalités | 6 min               |                                                                                      | Arbitrage : Wes McCauley, Kendrick Nicholson Scott Cherrey, Libor Suchanek |
| 28               | Tirs | 19                  |                                                                                      | Arbitrage : Wes McCauley, Kendrick Nicholson Scott Cherrey, Libor Suchanek |

| 23 avril | Floride | 3-2 (pr) (2-0, 0-2, 0-0, 1-0) | Tampa Bay | Amerant Bank Arena 19 484 spectateurs |

| Feuille de match | Feuille de match | Feuille de match    | Feuille de match                                                                      | Feuille de match                                                        |
| ---------------- | --- | ------------------- | ------------------------------------------------------------------------------------- | ----------------------------------------------------------------------- |
|                  | Bennett (Tkachuk, Verhaeghe) — 6 min 16 s Tarassenko (Bennett) — 15 min 12 s (SN) Verhaeghe (Lundell) — 62 min 59 s | 1-0 2-0 2-1 2-2 3-2 | Point (Duclair, Hedman) — 20 min 48 s Stamkos (Hedman, Koutcherov) — 25 min 46 s (SN) | Arbitrage : Chris Lee, Frederick L'Ecuyer Scott Cherrey, Libor Suchanek |
| Bobrovski        | Gardiens | Vassilevski         |                                                                                       | Arbitrage : Chris Lee, Frederick L'Ecuyer Scott Cherrey, Libor Suchanek |
| 12 min           | Pénalités | 8 min               |                                                                                       | Arbitrage : Chris Lee, Frederick L'Ecuyer Scott Cherrey, Libor Suchanek |
| 37               | Tirs | 23                  |                                                                                       | Arbitrage : Chris Lee, Frederick L'Ecuyer Scott Cherrey, Libor Suchanek |

| 25 avril | Tampa Bay | 3-5 (0-1, 2-2, 1-2) | Floride | Amalie Arena 19 092 spectateurs |

| Feuille de match | Feuille de match                                                                                              | Feuille de match                | Feuille de match | Feuille de match                                              |
| ---------------- | --- | ------------------------------- | --- | ------------------------------------------------------------- |
|                  | Stamkos (Hedman, Koutcherov) — 20 min 44 s Motte (Jeannot) — 22 min 56 s Paul (Duclair, Černák) — 54 min 50 s | 0-1 1-1 2-1 2-2 2-3 2-4 3-4 3-5 | Tkachuk (Lundell, Verhaeghe) — 10 min 39 s Reinhart (Tarassenko, Montour) — 29 min 58 s Montour (Lorentz, Okposo) — 36 min 30 s Lorentz (Cousins, Forsling) — 49 min 41 s Tkachuk (Verhaeghe, Forsling) — 59 min 28 s (CV) | Arbitrage : Gord Dwyer, TJ Luxmore Jonny Murray, Andrew Smith |
| Vassilevski      | Gardiens | Bobrovski                       | | Arbitrage : Gord Dwyer, TJ Luxmore Jonny Murray, Andrew Smith |
| 2 min            | Pénalités | 10 min                          | | Arbitrage : Gord Dwyer, TJ Luxmore Jonny Murray, Andrew Smith |
| 29               | Tirs | 31                              | | Arbitrage : Gord Dwyer, TJ Luxmore Jonny Murray, Andrew Smith |

| 27 avril | Tampa Bay | 6-3 (3-0, 1-3, 2-0) | Floride | Amalie Arena 19 092 spectateurs |

| Feuille de match | Feuille de match | Feuille de match                    | Feuille de match | Feuille de match                                                        |
| ---------------- | --- | ----------------------------------- | --- | ----------------------------------------------------------------------- |
|                  | Stamkos (Point, Hagel) — 8 min 54 s (SN) Hagel (Hedman) — 12 min 9 s (IN) Point (Koutcherov, Hedman) — 15 min 7 s Hagel (Sergatchiov, Cirelli) — 29 min 40 s Stamkos (Koutcherov, Point) — 49 min 34 s Paul (Koutcherov, Hedman) — 56 min 22 s (SN) | 1-0 2-0 3-0 3-1 4-1 4-2 4-3 5-3 6-3 | Verhaeghe (Tkachuk, Lundell) — 24 min 17 s Reinhart (Montour, Tkachuk) — 31 min 10 s Ekman-Larsson (Rodrigues, Luostarinen) — 34 min 33 s | Arbitrage : Jean Hebert, Garrett Rank Kiel Murchison, Brandon Gawryletz |
| Vassilevski      | Gardiens | Bobrovski                           | | Arbitrage : Jean Hebert, Garrett Rank Kiel Murchison, Brandon Gawryletz |
| 8 min            | Pénalités | 16 min                              | | Arbitrage : Jean Hebert, Garrett Rank Kiel Murchison, Brandon Gawryletz |
| 32               | Tirs | 25                                  | | Arbitrage : Jean Hebert, Garrett Rank Kiel Murchison, Brandon Gawryletz |

| 29 avril | Floride | 6-1 (0-0, 2-1, 4-0) | Tampa Bay | Amerant Bank Arena 19 750 spectateurs |

| Feuille de match | Feuille de match | Feuille de match            | Feuille de match                         | Feuille de match                                                    |
| ---------------- | --- | --------------------------- | ---------------------------------------- | ------------------------------------------------------------------- |
|                  | Verhaeghe (Barkov, Mikkola) — 20 min 45 s Barkov (Ekblad, Forsling) — 32 min 38 s (IN) Barkov (Tkachuk, Verhaeghe) — 51 min 6 s Rodrigues (Stenlund, Tarassenko) — 54 min 16 s Verhaeghe (Tkachuk) — 56 min 3 s (CV) Mikkola (Lundell, Luostarinen) — 58 min 50 s (CV) | 1-0 2-0 2-1 3-1 4-1 5-1 6-1 | Hedman (Koutcherov, Hagel) — 33 min 37 s | Arbitrage : Eric Furlatt, Trevor Hanson Bevan Mills, Michel Cormier |
| Bobrovski        | Gardiens | Vassilevski                 |                                          | Arbitrage : Eric Furlatt, Trevor Hanson Bevan Mills, Michel Cormier |
| 8 min            | Pénalités | 10 min                      |                                          | Arbitrage : Eric Furlatt, Trevor Hanson Bevan Mills, Michel Cormier |
| 39               | Tirs | 32                          |                                          | Arbitrage : Eric Furlatt, Trevor Hanson Bevan Mills, Michel Cormier |

#### Boston contre Toronto
La confrontation entre les Bruins de Boston et les Maple Leafs de Toronto, deux des six équipes originales de la LNH, est la 17e de leur histoire en séries éliminatoires, avec un bilan égal de huit victoires pour chaque équipe. Au cours des quatre rencontres qui les ont vu s'opposer pendant la saison régulière, les Bruins l'ont remporté à chaque fois. Auston Matthews, pour les Maple Leafs, et David Pastrňák, pour les Bruins, sont les meilleurs pointeurs de leurs équipes respectives,. Ils sont également deux des trois meilleurs buteurs de la LNH depuis 2014 avec Aleksandr Ovetchkine,.
| 20 avril | Boston | 5-1 (1-0, 3-0, 1-1) | Toronto | TD Garden 17 850 spectateurs |

| Feuille de match | Feuille de match | Feuille de match        | Feuille de match                    | Feuille de match                                                 |
| ---------------- | --- | ----------------------- | ----------------------------------- | ---------------------------------------------------------------- |
|                  | Beecher (Boqvist, Maroon) — 2 min 26 s Carlo (DeBrusk, Lindholm) — 25 min 47 s DeBrusk (McAvoy, Marchand) — 35 min 2 s (SN) DeBrusk (Marchand, McAvoy) — 37 min 34 s (SN) Frederic (Pastrňák) — 57 min 52 s (CV) | 1-0 2-0 3-0 4-0 4-1 5-1 | Kämpf (Dewar, Reaves) — 41 min 39 s | Arbitrage : Gord Dwyer, TJ Luxmore Matt MacPherson, James Tobias |
| Swayman          | Gardiens | Samsonov                |                                     | Arbitrage : Gord Dwyer, TJ Luxmore Matt MacPherson, James Tobias |
| 8 min            | Pénalités | 12 min                  |                                     | Arbitrage : Gord Dwyer, TJ Luxmore Matt MacPherson, James Tobias |
| 24               | Tirs | 36                      |                                     | Arbitrage : Gord Dwyer, TJ Luxmore Matt MacPherson, James Tobias |

| 22 avril | Boston | 2-3 (2-1, 0-1, 0-1) | Toronto | TD Garden 17 850 spectateurs |

| Feuille de match | Feuille de match                                                                     | Feuille de match    | Feuille de match | Feuille de match                                                        |
| ---------------- | ------------------------------------------------------------------------------------ | ------------------- | --- | ----------------------------------------------------------------------- |
|                  | Geekie (Marchand, DeBrusk) — 10 min 18 s (SN) Pastrňák (Zacha, McAvoy) — 19 min 52 s | 1-0 1-1 2-1 2-2 2-3 | Domi (Matthews) — 10 min 32 s Tavares (Matthews, Bertuzzi) — 38 min 26 s (SN) Matthews (Domi, Lioubouchkine) — 52 min 6 s | Arbitrage : Jean Hebert, Garrett Rank David Brisebois, Travis Gawryletz |
| Ullmark          | Gardiens                                                                             | Samsonov            | | Arbitrage : Jean Hebert, Garrett Rank David Brisebois, Travis Gawryletz |
| 10 min           | Pénalités                                                                            | 10 min              | | Arbitrage : Jean Hebert, Garrett Rank David Brisebois, Travis Gawryletz |
| 29               | Tirs                                                                                 | 34                  | | Arbitrage : Jean Hebert, Garrett Rank David Brisebois, Travis Gawryletz |

| 24 avril | Toronto | 2-4 (0-0, 1-1, 1-3) | Boston | Scotiabank Arena 19 423 spectateurs |

| Feuille de match | Feuille de match                                                              | Feuille de match        | Feuille de match | Feuille de match                                                     |
| ---------------- | ----------------------------------------------------------------------------- | ----------------------- | --- | -------------------------------------------------------------------- |
|                  | Knies (Marner, Edmundson) — 33 min 10 s Bertuzzi (Rielly, Domi) — 51 min 25 s | 1-0 1-1 1-2 2-2 2-3 2-4 | Frederic (Geekie, Lindholm) — 37 min 37 s DeBrusk (Marchand, Coyle) — 41 min 7 s (SN) Marchand (Heinen) — 51 min 53 s Marchand (Pastrňák) — 59 min 24 s (SN + CV) | Arbitrage : Francis Charron, Graham Skilliter Devin Berg, Ryan Daisy |
| Samsonov         | Gardiens                                                                      | Swayman                 | | Arbitrage : Francis Charron, Graham Skilliter Devin Berg, Ryan Daisy |
| 6 min            | Pénalités                                                                     | 10 min                  | | Arbitrage : Francis Charron, Graham Skilliter Devin Berg, Ryan Daisy |
| 30               | Tirs                                                                          | 34                      | | Arbitrage : Francis Charron, Graham Skilliter Devin Berg, Ryan Daisy |

| 27 avril | Toronto | 1-3 (0-1, 0-2, 1-0) | Boston | Scotiabank Arena 19 256 spectateurs |

| Feuille de match                          | Feuille de match                               | Feuille de match | Feuille de match | Feuille de match                                                           |
| ----------------------------------------- | ---------------------------------------------- | ---------------- | --- | -------------------------------------------------------------------------- |
|                                           | Marner (Lioubouchkine, Bertuzzi) — 45 min 43 s | 0-1 0-2 0-3 1-3  | Van Riemsdyk (Lohrei) — 15 min 9 s Marchand (McAvoy, Coyle) — 28 min 20 s (SN) Pastrňák (Marchand, Zacha) — 39 min 18 s | Arbitrage : Kelly Sutherland, Pierre Lambert Steve Barton, Kyle Flemington |
| Samsonov (39 min 55 s) Woll (17 min 23 s) | Gardiens                                       | Swayman          | | Arbitrage : Kelly Sutherland, Pierre Lambert Steve Barton, Kyle Flemington |
| 8 min                                     | Pénalités                                      | 8 min            | | Arbitrage : Kelly Sutherland, Pierre Lambert Steve Barton, Kyle Flemington |
| 25                                        | Tirs                                           | 22               | | Arbitrage : Kelly Sutherland, Pierre Lambert Steve Barton, Kyle Flemington |

| 30 avril | Boston | 1-2 (pr) (1-1, 0-0, 0-0, 0-1) | Toronto | TD Garden 17 850 spectateurs |

| Feuille de match | Feuille de match                | Feuille de match | Feuille de match                                                                | Feuille de match                                                 |
| ---------------- | ------------------------------- | ---------------- | ------------------------------------------------------------------------------- | ---------------------------------------------------------------- |
|                  | Frederic (Maroon) — 13 min 54 s | 0-1 1-1 1-2      | McCabe (Marner, Domi) — 5 min 33 s Knies (Tavares, Lioubouchkine) — 62 min 26 s | Arbitrage : Steve Kozari, Kyle Rehman Jonny Murray, Andrew Smith |
| Swayman          | Gardiens                        | Woll             |                                                                                 | Arbitrage : Steve Kozari, Kyle Rehman Jonny Murray, Andrew Smith |
| 10 min           | Pénalités                       | 6 min            |                                                                                 | Arbitrage : Steve Kozari, Kyle Rehman Jonny Murray, Andrew Smith |
| 28               | Tirs                            | 33               |                                                                                 | Arbitrage : Steve Kozari, Kyle Rehman Jonny Murray, Andrew Smith |

| 2 mai | Toronto | 2-1 (0-0, 1-0, 1-1) | Boston | Scotiabank Arena 19 471 spectateurs |

| Feuille de match | Feuille de match                                                                 | Feuille de match | Feuille de match                                 | Feuille de match                                              |
| ---------------- | -------------------------------------------------------------------------------- | ---------------- | ------------------------------------------------ | ------------------------------------------------------------- |
|                  | Nylander (Liljegren, Rielly) — 39 min 5 s Nylander (Knies, Rielly) — 57 min 47 s | 1-0 2-0 2-1      | Geekie (Shattenkirk, Van Riemsdyk) — 59 min 59 s | Arbitrage : Dan O'Rourke, Chris Rooney Ryan Daisy, Devin Berg |
| Woll             | Gardiens                                                                         | Swayman          |                                                  | Arbitrage : Dan O'Rourke, Chris Rooney Ryan Daisy, Devin Berg |
| 2 min            | Pénalités                                                                        | 6 min            |                                                  | Arbitrage : Dan O'Rourke, Chris Rooney Ryan Daisy, Devin Berg |
| 26               | Tirs                                                                             | 23               |                                                  | Arbitrage : Dan O'Rourke, Chris Rooney Ryan Daisy, Devin Berg |

| 4 mai | Boston | 2-1 (pr) (0-0, 0-0, 1-1, 1-0) | Toronto | TD Garden 17 850 spectateurs |

| Feuille de match | Feuille de match                                                                        | Feuille de match | Feuille de match                           | Feuille de match                                                         |
| ---------------- | --------------------------------------------------------------------------------------- | ---------------- | ------------------------------------------ | ------------------------------------------------------------------------ |
|                  | Lindholm (Van Riemsdyk, Brazeau) — 50 min 22 s Pastrňák (Lindholm, Carlo) — 61 min 54 s | 0-1 1-1 2-1      | Nylander (Matthews, Bertuzzi) — 49 min 1 s | Arbitrage : Eric Furlatt, Kelly Sutherland Matt MacPherson, Jonny Murray |
| Swayman          | Gardiens                                                                                | Samsonov         |                                            | Arbitrage : Eric Furlatt, Kelly Sutherland Matt MacPherson, Jonny Murray |
| 2 min            | Pénalités                                                                               | 4 min            |                                            | Arbitrage : Eric Furlatt, Kelly Sutherland Matt MacPherson, Jonny Murray |
| 31               | Tirs                                                                                    | 31               |                                            | Arbitrage : Eric Furlatt, Kelly Sutherland Matt MacPherson, Jonny Murray |

#### Rangers de New York contre Washington
Les Rangers de New York sont la meilleure équipe de la saison régulière ; ils remportent leur 4e Trophée des présidents avec le meilleur total de points de leur histoire. Ils sont opposés au Capitals de Washington, qualifiés in-extremis lors de la dernière journée de la saison régulière après une victoire contre les Flyers de Philadelphie, qui sont la huitième et dernière équipe qualifiée de l'association de l'Est. Il s'agit de la première confrontation en séries entre les deux équipes depuis 2015,. Les Rangers sont menés par Artemi Panarine, 5e pointeur et 4e buteur de la saison. Pour Washington, Dylan Strome est le meilleur pointeur et Aleksandr Ovetchkine le meilleur buteur.
| 21 avril | New York | 4-1 (0-0, 3-1, 1-0) | Washington | Madison Square Garden 18 006 spectateurs |

| Feuille de match | Feuille de match | Feuille de match    | Feuille de match                         | Feuille de match                                                    |
| ---------------- | --- | ------------------- | ---------------------------------------- | ------------------------------------------------------------------- |
|                  | Rempe (Vesey, Goodrow) — 24 min 17 s Panarine (Trocheck, Lafrenière) — 24 min 50 s Vesey (Goodrow) — 26 min 23 s Kreider (Zibanejad, Roslovic) — 56 min 17 s | 1-0 2-0 3-0 3-1 4-1 | Fehérváry (Wilson, Protas) — 27 min 31 s | Arbitrage : Kelly Sutherland, Pierre Lambert Devin Berg, Ryan Daisy |
| Chestiorkine     | Gardiens | Lindgren            |                                          | Arbitrage : Kelly Sutherland, Pierre Lambert Devin Berg, Ryan Daisy |
| 20 min           | Pénalités | 26 min              |                                          | Arbitrage : Kelly Sutherland, Pierre Lambert Devin Berg, Ryan Daisy |
| 31               | Tirs | 21                  |                                          | Arbitrage : Kelly Sutherland, Pierre Lambert Devin Berg, Ryan Daisy |

| 23 avril | New York | 4-3 (2-1, 2-1, 0-1) | Washington | Madison Square Garden 18 006 spectateurs |

| Feuille de match | Feuille de match | Feuille de match            | Feuille de match                                                                                                   | Feuille de match                                                               |
| ---------------- | --- | --------------------------- | --- | ------------------------------------------------------------------------------ |
|                  | Trocheck (Gustafsson) — 7 min 56 s Zibanejad (Trocheck, Lafrenière) — 14 min 28 s (SN) Roslovic (Gustafsson, Lafrenière) — 32 min 26 s (SN) Miller (Zibanejad, Kreider) — 36 min 52 s (IN) | 0-1 1-1 2-1 2-2 3-2 4-2 4-3 | McMichael — 5 min 9 s Strome (Wilson, Pacioretty) — 24 min 14 s (SN) Wilson (Lapierre, Carlson) — 51 min 45 s (SN) | Arbitrage : Wes McCauley, Kendrick Nicholson Kiel Murchison, Brandon Gawryletz |
| Chestiorkine     | Gardiens | Lindgren                    | | Arbitrage : Wes McCauley, Kendrick Nicholson Kiel Murchison, Brandon Gawryletz |
| 10 min           | Pénalités | 12 min                      | | Arbitrage : Wes McCauley, Kendrick Nicholson Kiel Murchison, Brandon Gawryletz |
| 27               | Tirs | 25                          | | Arbitrage : Wes McCauley, Kendrick Nicholson Kiel Murchison, Brandon Gawryletz |

| 26 avril | Washington | 1-3 (1-2, 0-1, 0-0) | New York | Capital One Arena 18 573 spectateurs |

| Feuille de match | Feuille de match                        | Feuille de match | Feuille de match | Feuille de match                                                            |
| ---------------- | --------------------------------------- | ---------------- | --- | --------------------------------------------------------------------------- |
|                  | Carlson (Oshie, Fehérváry) — 5 min 34 s | 1-0 1-1 1-2 1-3  | Kreider (Zibanejad, Roslovic) — 6 min 8 s Goodrow (Trocheck, Trouba) — 8 min 8 s (IN) Trocheck (Zibanejad, Fox) — 35 min 22 s (SN) | Arbitrage : Frederick L'Ecuyer, Chris Lee David Brisebois, Travis Gawryletz |
| Lindgren         | Gardiens                                | Chestiorkine     | | Arbitrage : Frederick L'Ecuyer, Chris Lee David Brisebois, Travis Gawryletz |
| 10 min           | Pénalités                               | 14 min           | | Arbitrage : Frederick L'Ecuyer, Chris Lee David Brisebois, Travis Gawryletz |
| 29               | Tirs                                    | 22               | | Arbitrage : Frederick L'Ecuyer, Chris Lee David Brisebois, Travis Gawryletz |

| 28 avril | Washington | 2-4 (1-2, 1-0, 0-2) | New York | Capital One Arena 18 573 spectateurs |

| Feuille de match | Feuille de match                                                            | Feuille de match        | Feuille de match | Feuille de match                                                    |
| ---------------- | --------------------------------------------------------------------------- | ----------------------- | --- | ------------------------------------------------------------------- |
|                  | Fehérváry (Protas, Strome) — 14 min 54 s Lapierre (Alekseïev) — 27 min 48 s | 0-1 1-1 1-2 2-2 2-3 2-4 | Kakko — 57 s Trocheck (Zibanejad, Panarine) — 19 min 44 s (SN) Panarine (Zibanejad, Fox) — 43 min 21 s (SN) Roslovic (Lafrenière, Trouba) — 59 min 9 s (SN + CV) | Arbitrage : Kyle Rehman, Steve Kozari Scott Cherrey, Libor Suchanek |
| Lindgren         | Gardiens                                                                    | Chestiorkine            | | Arbitrage : Kyle Rehman, Steve Kozari Scott Cherrey, Libor Suchanek |
| 8 min            | Pénalités                                                                   | 4 min                   | | Arbitrage : Kyle Rehman, Steve Kozari Scott Cherrey, Libor Suchanek |
| 25               | Tirs                                                                        | 23                      | | Arbitrage : Kyle Rehman, Steve Kozari Scott Cherrey, Libor Suchanek |

#### Caroline contre Islanders de New York
Pour la deuxième saison consécutive, les Hurricanes de la Caroline et les Islanders de New York se rencontrent au premier tour des séries éliminatoires, la précédente confrontation ayant été remportée en six matchs par la Caroline. Lors de la saison régulière, les Hurricanes ont terminé à la deuxième place de la division Métropolitaine juste devant les Islanders ; les deux équipes se sont affrontées à quatre reprises pour un bilan égal de deux victoires, deux défaites dont une en prolongation pour chaque équipe. Pour la Caroline, Sebastian Aho mène l’équipe avec 36 buts, 53 aides pour 89 points. Du côté de New York, Brock Nelson est le meilleur buteur avec 34 réalisation, Noah Dobson le meilleur passeur avec 60 aides et enfin Mathew Barzal mène l’équipe avec 80 points. Quatre gardiens se sont relayés pour les Hurricanes : Piotr Kotchetkov, Antti Raanta, Frederik Andersen et Spencer Martin ; Andersen blessé une partie de la saison termine avec un bilan de 9 victoires en 10 matchs, 95,1 % d’arrêts et 1,3 but accordé après son retour le 4 mars. Pour les Islanders, Semion Varlamov et Ilia Sorokine se sont partagé le filet ; lors de ses 10 derniers matchs, Varlamov reste sur un bilan de 8 victoires pour 2 défaites avec 2,09 buts encaissés et 93 % d’arrêts,.
| 20 avril | Caroline | 3-1 (1-1, 0-0, 2-0) | New York | PNC Arena 18 825 spectateurs |

| Feuille de match | Feuille de match | Feuille de match | Feuille de match                    | Feuille de match                                                 |
| ---------------- | --- | ---------------- | ----------------------------------- | ---------------------------------------------------------------- |
|                  | Kouznetsov (Nečas, Skjei) — 1 min 35 s (SN) Noesen (Skjei, Kouznetsov) — 43 min 44 s Nečas (Pesce, Drury) — 58 min 28 s (CV) | 1-0 1-1 2-1 3-1  | MacLean (Lee, Romanov) — 8 min 20 s | Arbitrage : Garrett Rank, Jean Hebert Andrew Smith, Jonny Murray |
| Andersen         | Gardiens | Varlamov         |                                     | Arbitrage : Garrett Rank, Jean Hebert Andrew Smith, Jonny Murray |
| 4 min            | Pénalités | 6 min            |                                     | Arbitrage : Garrett Rank, Jean Hebert Andrew Smith, Jonny Murray |
| 26               | Tirs | 34               |                                     | Arbitrage : Garrett Rank, Jean Hebert Andrew Smith, Jonny Murray |

| 22 avril | Caroline | 5-3 (0-2, 1-1, 4-0) | New York | PNC Arena 18 905 spectateurs |

| Feuille de match | Feuille de match | Feuille de match                | Feuille de match | Feuille de match                                                         |
| ---------------- | --- | ------------------------------- | --- | ------------------------------------------------------------------------ |
|                  | Teräväinen (Guentzel, Jarvis) — 33 min 1 s (SN) Jarvis (Staal, Skjei) — 50 min 43 s Aho (Svetchnikov, Jarvis) — 57 min 45 s Martinook (Drury) — 57 min 54 s Guentzel (Aho, Svetchnikov) — 59 min 4 s (CV) | 0-1 0-2 0-3 1-3 2-3 3-3 4-3 5-3 | Palmieri (Reilly, Nelson) — 16 min 22 s Horvat (Barzal, Cizikas) — 19 min 45 s Lee (Pageau, Engvall) — 23 min 54 s (SN) | Arbitrage : Jon McIsaac, Francois StLaurent Bryan Pancich, Jesse Marquis |
| Andersen         | Gardiens | Varlamov                        | | Arbitrage : Jon McIsaac, Francois StLaurent Bryan Pancich, Jesse Marquis |
| 23 min           | Pénalités | 73 min                          | | Arbitrage : Jon McIsaac, Francois StLaurent Bryan Pancich, Jesse Marquis |
| 39               | Tirs | 12                              | | Arbitrage : Jon McIsaac, Francois StLaurent Bryan Pancich, Jesse Marquis |

| 25 avril | New York | 2-3 (0-2, 2-1, 0-0) | Caroline | UBS Arena 17 255 spectateurs |

| Feuille de match                              | Feuille de match                                                            | Feuille de match    | Feuille de match | Feuille de match                                                               |
| --------------------------------------------- | --------------------------------------------------------------------------- | ------------------- | --- | ------------------------------------------------------------------------------ |
|                                               | Engvall (Lee, Pelech) — 22 min 48 s Nelson (Palmieri, Pulock) — 37 min 39 s | 0-1 0-2 1-2 1-3 2-3 | Burns (Nečas, Teräväinen) — 4 min 46 s Orlov (Svetchnikov, Guentzel) — 10 min 25 s Aho (Svetchnikov, Chatfield) — 27 min 14 s | Arbitrage : Kelly Sutherland, Pierre Lambert Kiel Murchison, Brandon Gawryletz |
| Sorokine (27 min 14 s) Varlamov (30 min 33 s) | Gardiens                                                                    | Andersen            | | Arbitrage : Kelly Sutherland, Pierre Lambert Kiel Murchison, Brandon Gawryletz |
| 4 min                                         | Pénalités                                                                   | 4 min               | | Arbitrage : Kelly Sutherland, Pierre Lambert Kiel Murchison, Brandon Gawryletz |
| 31                                            | Tirs                                                                        | 22                  | | Arbitrage : Kelly Sutherland, Pierre Lambert Kiel Murchison, Brandon Gawryletz |

| 27 avril | New York | 3-2 (2 pr) (0-1, 1-0, 1-1, 0-0, 1-0) | Caroline | UBS Arena 17 255 spectateurs |

| Feuille de match | Feuille de match | Feuille de match    | Feuille de match                                                            | Feuille de match                                                   |
| ---------------- | --- | ------------------- | --------------------------------------------------------------------------- | ------------------------------------------------------------------ |
|                  | Barzal (Pelech, Horvat) — 30 min 10 s Pageau (Dobson, Lee) — 41 min 38 s (SN) Barzal (Bortuzzo, Horvat) — 81 min 24 s | 0-1 1-1 2-1 2-2 3-2 | Jarvis (Guentzel) — 8 min (SN) Noesen (Teräväinen, Nečas) — 54 min 8 s (SN) | Arbitrage : Eric Furlatt, Trevor Hanson Jonny Murray, Andrew Smith |
| Varlamov         | Gardiens | Andersen            |                                                                             | Arbitrage : Eric Furlatt, Trevor Hanson Jonny Murray, Andrew Smith |
| 12 min           | Pénalités | 8 min               |                                                                             | Arbitrage : Eric Furlatt, Trevor Hanson Jonny Murray, Andrew Smith |
| 35               | Tirs | 44                  |                                                                             | Arbitrage : Eric Furlatt, Trevor Hanson Jonny Murray, Andrew Smith |

| 30 avril | Caroline | 6-3 (3-1, 0-2, 3-0) | New York | PNC Arena 18 874 spectateurs |

| Feuille de match | Feuille de match | Feuille de match                    | Feuille de match | Feuille de match                                                            |
| ---------------- | --- | ----------------------------------- | --- | --------------------------------------------------------------------------- |
|                  | Teräväinen (Jarvis, Slavin) — 1 min 23 s Svetchnikov (Jarvis, Burns) — 3 min 13 s (SN) Kouznetsov — 13 min 22 s (TP) Drury (Skjei, Nečas) — 44 min 36 s Noesen (Skjei, Kouznetsov) — 44 min 44 s Jarvis — 58 min 21 s (CV) | 1-0 2-0 2-1 3-1 3-2 3-3 4-3 5-3 6-3 | Reilly (Barzal, Nelson) — 3 min 54 s (SN) Nelson (Palmieri, Pulock) — 23 min 47 s Cizikas (Barzal, Pulock) — 39 min 38 s | Arbitrage : Wes McCauley, Kendrick Nicholson Shandor Alphonso, Ryan Gibbons |
| Andersen         | Gardiens | Varlamov                            | | Arbitrage : Wes McCauley, Kendrick Nicholson Shandor Alphonso, Ryan Gibbons |
| 8 min            | Pénalités | 2 min                               | | Arbitrage : Wes McCauley, Kendrick Nicholson Shandor Alphonso, Ryan Gibbons |
| 38               | Tirs | 25                                  | | Arbitrage : Wes McCauley, Kendrick Nicholson Shandor Alphonso, Ryan Gibbons |

#### Dallas contre Vegas
La rencontre opposant les Stars de Dallas aux Golden Knights de Vegas voit s'opposer la meilleure équipe de l'association de l'Ouest et les champions en titre. La saison précédente, les deux équipes se sont affrontées en finale d'association que Vegas a gagnée avant de remporter la Coupe Stanley. Au cours de la saison régulière, les Golden Knights ont gagné les trois affrontements entre les deux franchises, d'abord en fusillade puis en prolongation avant une victoire nette 6-1. Avec 51 aides et 80 points, Jason Robertson est le meilleur joueur des Stars, Wyatt Johnston en étant le meilleur buteur avec 32 réalisations. Pour les Golden Knights, Jonathan Marchessault est le leader en attaque avec 42 buts pour 69 points. Du côté des gardiens, Jake Oettinger a joué l'essentiel des matchs de Dallas en étant secondé par Scott Wedgewood ; Logan Thompson et Adin Hill se sont partagé le filet de Vegas,,,.
| 22 avril | Dallas | 3-4 (2-3, 0-1, 1-0) | Vegas | American Airlines Center 18 532 spectateurs |

| Feuille de match | Feuille de match                                                                                                | Feuille de match            | Feuille de match | Feuille de match                                                      |
| ---------------- | --- | --------------------------- | --- | --------------------------------------------------------------------- |
|                  | Benn (Johnston) — 16 min 7 s Robertson (Stankoven) — 18 min 29 s Marchment (Heiskanen, Oettinger) — 51 min 46 s | 0-1 0-2 1-2 1-3 2-3 2-4 3-4 | Stone (Hanifin, Eichel) — 1 min 23 s (SN) Marchessault (Barbachiov) — 8 min 27 s Hertl (Hanifin) — 17 min 51 s (SN) McNabb (Eichel) — 21 min 6 s | Arbitrage : Chris Rooney, Peter MacDougall Trent Knorr, Mark Shewchyk |
| Oettinger        | Gardiens | Thompson                    | | Arbitrage : Chris Rooney, Peter MacDougall Trent Knorr, Mark Shewchyk |
| 4 min            | Pénalités | 4 min                       | | Arbitrage : Chris Rooney, Peter MacDougall Trent Knorr, Mark Shewchyk |
| 29               | Tirs | 15                          | | Arbitrage : Chris Rooney, Peter MacDougall Trent Knorr, Mark Shewchyk |

| 24 avril | Dallas | 1-3 (1-1, 0-1, 0-1) | Vegas | American Airlines Center 18 532 spectateurs |

| Feuille de match | Feuille de match                               | Feuille de match | Feuille de match                                                                                              | Feuille de match                                                     |
| ---------------- | ---------------------------------------------- | ---------------- | --- | -------------------------------------------------------------------- |
|                  | Robertson (Heiskanen, Benn) — 16 min 47 s (SN) | 1-0 1-1 1-2 1-3  | Marchessault (Eichel, Barbachiov) — 18 min 9 s Hanifin — 38 min 53 s Eichel (Marchessault) — 59 min 26 s (CV) | Arbitrage : Francis Charron, Graham Skilliter Devin Berg, Ryan Daisy |
| Oettinger        | Gardiens                                       | Thompson         | | Arbitrage : Francis Charron, Graham Skilliter Devin Berg, Ryan Daisy |
| 6 min            | Pénalités                                      | 6 min            | | Arbitrage : Francis Charron, Graham Skilliter Devin Berg, Ryan Daisy |
| 21               | Tirs                                           | 26               | | Arbitrage : Francis Charron, Graham Skilliter Devin Berg, Ryan Daisy |

| 27 avril | Vegas | 2-3 (pr) (0-1, 2-1, 0-0, 0-1) | Dallas | T-Mobile Arena 18 536 spectateurs |

| Feuille de match | Feuille de match                                                     | Feuille de match    | Feuille de match | Feuille de match                                                                  |
| ---------------- | -------------------------------------------------------------------- | ------------------- | --- | --------------------------------------------------------------------------------- |
|                  | McNabb (Stephenson) — 30 min 40 s Eichel (McNabb) — 33 min 50 s (IN) | 0-1 0-2 1-2 2-2 2-3 | Johnston (Robertson, Heiskanen) — 11 min 11 s Heiskanen (Seguin, Dadonov) — 25 min 25 s Johnston (Robertson, Suter) — 76 min 23 s | Arbitrage : Wes McCauley, Kendrick Nicholson, Dan O'Rourke Devin Berg, Ryan Daisy |
| Thompson         | Gardiens                                                             | Oettinger           | | Arbitrage : Wes McCauley, Kendrick Nicholson, Dan O'Rourke Devin Berg, Ryan Daisy |
| 6 min            | Pénalités                                                            | 4 min               | | Arbitrage : Wes McCauley, Kendrick Nicholson, Dan O'Rourke Devin Berg, Ryan Daisy |
| 34               | Tirs                                                                 | 46                  | | Arbitrage : Wes McCauley, Kendrick Nicholson, Dan O'Rourke Devin Berg, Ryan Daisy |

| 29 avril | Vegas | 2-4 (1-1, 1-2, 0-1) | Dallas | T-Mobile Arena 18 333 spectateurs |

| Feuille de match | Feuille de match                                                                     | Feuille de match        | Feuille de match | Feuille de match                                          |
| ---------------- | ------------------------------------------------------------------------------------ | ----------------------- | --- | --------------------------------------------------------- |
|                  | Amadio (McNabb, Howden) — 14 min 25 s Eichel (Marchessault, Barbachiov) — 23 min 9 s | 1-0 1-1 2-1 2-2 2-3 2-4 | Dadonov (Suter) — 17 min 52 s Johnston (Duchene, Seguin) — 29 min 45 s (SN) Dellandrea (Smith, Steel) — 38 min 34 s Hintz — 58 min 38 s (CV) | Arbitrage : Gord Dwyer, TJ Luxmore Devin Berg, Ryan Daisy |
| Thompson         | Gardiens                                                                             | Oettinger               | | Arbitrage : Gord Dwyer, TJ Luxmore Devin Berg, Ryan Daisy |
| 6 min            | Pénalités                                                                            | 4 min                   | | Arbitrage : Gord Dwyer, TJ Luxmore Devin Berg, Ryan Daisy |
| 34               | Tirs                                                                                 | 32                      | | Arbitrage : Gord Dwyer, TJ Luxmore Devin Berg, Ryan Daisy |

| 1er mai | Dallas | 3-2 (2-2, 1-0, 0-0) | Vegas | American Airlines Center 18 532 spectateurs |

| Feuille de match | Feuille de match | Feuille de match    | Feuille de match                                                                | Feuille de match                                                    |
| ---------------- | --- | ------------------- | ------------------------------------------------------------------------------- | ------------------------------------------------------------------- |
|                  | Dadonov (Stankoven, Johnston) — 5 min 2 s Duchene (Johnston, Seguin) — 8 min 4 s (SN) Robertson (Heiskanen, Benn) — 36 min 32 s (SN) | 0-1 1-1 2-1 2-2 3-2 | Stone (Hanifin, Eichel) — 4 min (SN) Carrier (Barbachiov, McNabb) — 12 min 31 s | Arbitrage : Jean Hebert, Garrett Rank Steve Barton, Kyle Flemington |
| Oettinger        | Gardiens | Hill                |                                                                                 | Arbitrage : Jean Hebert, Garrett Rank Steve Barton, Kyle Flemington |
| 6 min            | Pénalités | 8 min               |                                                                                 | Arbitrage : Jean Hebert, Garrett Rank Steve Barton, Kyle Flemington |
| 25               | Tirs | 27                  |                                                                                 | Arbitrage : Jean Hebert, Garrett Rank Steve Barton, Kyle Flemington |

| 3 mai | Vegas | 2-0 (0-0, 0-0, 2-0) | Dallas | T-Mobile Arena 18 432 spectateurs |

| Feuille de match | Feuille de match                                                       | Feuille de match | Feuille de match | Feuille de match                                                               |
| ---------------- | ---------------------------------------------------------------------- | ---------------- | ---------------- | ------------------------------------------------------------------------------ |
|                  | Hanifin — 49 min 54 s Stone (Karlsson, Pietrangelo) — 59 min 41 s (CV) | 1-0 2-0          |                  | Arbitrage : Francois StLaurent, Steve Kozari Kiel Murchison, Brandon Gawryletz |
| Hill             | Gardiens                                                               | Oettinger        |                  | Arbitrage : Francois StLaurent, Steve Kozari Kiel Murchison, Brandon Gawryletz |
| 2 min            | Pénalités                                                              | 4 min            |                  | Arbitrage : Francois StLaurent, Steve Kozari Kiel Murchison, Brandon Gawryletz |
| 30               | Tirs                                                                   | 23               |                  | Arbitrage : Francois StLaurent, Steve Kozari Kiel Murchison, Brandon Gawryletz |

| 5 mai | Dallas | 2-1 (1-0, 0-1, 1-0) | Vegas | American Airlines Center 19 046 spectateurs |

| Feuille de match | Feuille de match                                           | Feuille de match | Feuille de match                        | Feuille de match                                                   |
| ---------------- | ---------------------------------------------------------- | ---------------- | --------------------------------------- | ------------------------------------------------------------------ |
|                  | Johnston — 14 min 34 s Faksa (Smith, Harley) — 40 min 44 s | 1-0 1-1 2-1      | Howden (Amadio, Karlsson) — 35 min 25 s | Arbitrage : Wes McCauley, Dan O'Rourke Steve Barton, Scott Cherrey |
| Oettinger        | Gardiens                                                   | Hill             |                                         | Arbitrage : Wes McCauley, Dan O'Rourke Steve Barton, Scott Cherrey |
| 2 min            | Pénalités                                                  | 2 min            |                                         | Arbitrage : Wes McCauley, Dan O'Rourke Steve Barton, Scott Cherrey |
| 24               | Tirs                                                       | 23               |                                         | Arbitrage : Wes McCauley, Dan O'Rourke Steve Barton, Scott Cherrey |

#### Winnipeg contre Colorado
| 21 avril | Winnipeg | 7-6 (3-3, 1-0, 3-3) | Colorado | Canada Life Centre 15 225 spectateurs |

| Feuille de match | Feuille de match | Feuille de match                                    | Feuille de match | Feuille de match                                                      |
| ---------------- | --- | --------------------------------------------------- | --- | --------------------------------------------------------------------- |
|                  | Morrissey (Connor, Dillon) — 8 min 2 s Namestnikov (Iafallo) — 11 min 57 s Scheifele (Vilardi) — 15 min 53 s Lowry (Dillon, Niederreiter) — 28 min 57 s Lowry (Appleton, Niederreiter) — 43 min 31 s Connor (Morrissey, Scheifele) — 45 min 51 s (SN) Connor (Vilardi, Scheifele) — 48 min 54 s | 0-1 1-1 2-1 2-2 2-3 3-3 4-3 5-3 6-3 6-4 7-4 7-5 7-6 | Nitchouchkine (Manson) — 6 min 10 s Wood (Kiviranta, Colton) — 14 min 47 s MacKinnon (Rantanen, Makar) — 15 min 5 s Lehkonen (Makar, MacKinnon) — 46 min 29 s (SN) Makar — 52 min 24 s (SN) Mittelstadt (Lehkonen, Rantanen) — 59 min 30 s | Arbitrage : Eric Furlatt, Trevor Hanson Steve Barton, Kyle Flemington |
| Hellebuyck       | Gardiens | Gueorguiev                                          | | Arbitrage : Eric Furlatt, Trevor Hanson Steve Barton, Kyle Flemington |
| 6 min            | Pénalités | 6 min                                               | | Arbitrage : Eric Furlatt, Trevor Hanson Steve Barton, Kyle Flemington |
| 23               | Tirs | 46                                                  | | Arbitrage : Eric Furlatt, Trevor Hanson Steve Barton, Kyle Flemington |

| 23 avril | Winnipeg | 2-5 (1-0, 1-4, 0-1) | Colorado | Canada Life Centre 15 225 spectateurs |

| Feuille de match | Feuille de match                                                                  | Feuille de match            | Feuille de match | Feuille de match                                                  |
| ---------------- | --------------------------------------------------------------------------------- | --------------------------- | --- | ----------------------------------------------------------------- |
|                  | Gustafsson (Dillon, Pionk) — 3 min 15 s Scheifele (Vilardi, Connor) — 28 min 37 s | 1-0 1-1 2-1 2-2 2-3 2-4 2-5 | Wood (Colton) — 21 min 59 s Lehkonen (Makar, Toews) — 34 min 16 s Parisé (Cogliano) — 37 min 20 s Manson (MacKinnon, Lehkonen) — 39 min 53 s Nitchouchkine (Makar, Rantanen) — 59 min 3 s (CV) | Arbitrage : Steve Kozari, Kyle Rehman Michel Cormier, Bevan Mills |
| Hellebuyck       | Gardiens                                                                          | Gueorguiev                  | | Arbitrage : Steve Kozari, Kyle Rehman Michel Cormier, Bevan Mills |
| 10 min           | Pénalités                                                                         | 10 min                      | | Arbitrage : Steve Kozari, Kyle Rehman Michel Cormier, Bevan Mills |
| 30               | Tirs                                                                              | 32                          | | Arbitrage : Steve Kozari, Kyle Rehman Michel Cormier, Bevan Mills |

| 26 avril | Colorado | 6-2 (1-0, 0-2, 5-0) | Winnipeg | Ball Arena 18 124 spectateurs |

| Feuille de match | Feuille de match | Feuille de match                | Feuille de match                                                                        | Feuille de match                                                        |
| ---------------- | --- | ------------------------------- | --------------------------------------------------------------------------------------- | ----------------------------------------------------------------------- |
|                  | Parisé (Manson, Mittelstadt) — 11 min 18 s MacKinnon (Rantanen, Makar) — 42 min 11 s (SN) Nitchouchkine (Rantanen, MacKinnon) — 44 min 39 s (SN) Lehkonen (Mittelstadt, Toews) — 48 min 11 s Colton (Mittelstadt, Girard) — 52 min 35 s Toews (Cogliano) — 56 min 25 s (IN + CV) | 1-0 1-1 1-2 2-2 3-2 4-2 5-2 6-2 | Toffoli (DeMelo, Ehlers) — 25 min 3 s Morrissey (Scheifele, Monahan) — 30 min 50 s (SN) | Arbitrage : Dan O'Rourke, Tom Chmielewski Matt MacPherson, James Tobias |
| Gueorguiev       | Gardiens | Hellebuyck                      |                                                                                         | Arbitrage : Dan O'Rourke, Tom Chmielewski Matt MacPherson, James Tobias |
| 15 min           | Pénalités | 23 min                          |                                                                                         | Arbitrage : Dan O'Rourke, Tom Chmielewski Matt MacPherson, James Tobias |
| 40               | Tirs | 24                              |                                                                                         | Arbitrage : Dan O'Rourke, Tom Chmielewski Matt MacPherson, James Tobias |

| 28 avril | Colorado | 5-1 (1-1, 3-0, 1-0) | Winnipeg | Ball Arena 18 129 spectateurs |

| Feuille de match | Feuille de match | Feuille de match                      | Feuille de match                          | Feuille de match                                                                           |
| ---------------- | --- | ------------------------------------- | ----------------------------------------- | ------------------------------------------------------------------------------------------ |
|                  | Lehkonen (Mittelstadt) — 8 min 10 s Nitchouchkine (Makar, MacKinnon) — 31 min 36 s (SN) Makar — 35 min 3 s Nitchouchkine (Lehkonen, MacKinnon) — 39 min 36 s (SN) Nitchouchkine (Rantanen) — 59 min 47 s (CV) | 1-0 1-1 2-1 3-1 4-1 5-1               | Schmidt (Appleton, Stanley) — 13 min 56 s | Arbitrage : Peter MacDougall, Chris Rooney, Tom Chmielewski Bryan Pancich, Tom Chmielewski |
| Gueorguiev       | Gardiens | Hellebuyck (40 min) Brossoit (18 min) |                                           | Arbitrage : Peter MacDougall, Chris Rooney, Tom Chmielewski Bryan Pancich, Tom Chmielewski |
| 8 min            | Pénalités | 8 min                                 |                                           | Arbitrage : Peter MacDougall, Chris Rooney, Tom Chmielewski Bryan Pancich, Tom Chmielewski |
| 35               | Tirs | 27                                    |                                           | Arbitrage : Peter MacDougall, Chris Rooney, Tom Chmielewski Bryan Pancich, Tom Chmielewski |

| 30 avril | Winnipeg | 3-6 (1-1, 1-2, 1-3) | Colorado | Canada Life Centre 15 225 spectateurs |

| Feuille de match | Feuille de match                                                                                            | Feuille de match                    | Feuille de match | Feuille de match                                                        |
| ---------------- | --- | ----------------------------------- | --- | ----------------------------------------------------------------------- |
|                  | Connor — 1 min 15 s Morrissey (Scheifele, Vilardi) — 26 min 48 s (SN) Toffoli (Ehlers, Miller) — 42 min 6 s | 1-0 1-1 1-2 2-2 2-3 3-3 3-4 3-5 3-6 | Nitchouchkine (Toews, Rantanen) — 3 min 18 s Trenine (Manson, Cogliano) — 25 min 42 s Lehkonen — 33 min 45 s Rantanen (Toews, MacKinnon) — 44 min 11 s Rantanen (MacKinnon, Makar) — 48 min 1 s Manson (Mittelstadt) — 59 min 58 s (CV) | Arbitrage : Pierre Lambert, Kelly Sutherland Trent Knorr, Mark Shewchyk |
| Hellebuyck       | Gardiens | Gueorguiev                          | | Arbitrage : Pierre Lambert, Kelly Sutherland Trent Knorr, Mark Shewchyk |
| 2 min            | Pénalités                                                                                                   | 4 min                               | | Arbitrage : Pierre Lambert, Kelly Sutherland Trent Knorr, Mark Shewchyk |
| 36               | Tirs | 32                                  | | Arbitrage : Pierre Lambert, Kelly Sutherland Trent Knorr, Mark Shewchyk |

#### Vancouver contre Nashville
| 21 avril | Vancouver | 4-2 (0-1, 1-1, 3-0) | Nashville | Rogers Arena 18 967 spectateurs |

| Feuille de match | Feuille de match | Feuille de match        | Feuille de match                                                                       | Feuille de match                                                  |
| ---------------- | --- | ----------------------- | -------------------------------------------------------------------------------------- | ----------------------------------------------------------------- |
|                  | Lindholm (Joshua, Zadorov) — 20 min 47 s Suter (Hughes, Boeser) — 48 min 59 s Joshua (Garland, Hughes) — 49 min 11 s Joshua (Bļugers, Miller) — 58 min 32 s (CV) | 0-1 1-1 1-2 2-2 3-2 4-2 | Zucker (Josi, Jankowski) — 16 min 15 s O'Reilly (Nyquist, Forsberg) — 30 min 46 s (SN) | Arbitrage : Kyle Rehman, Steve Kozari Michel Cormier, Bevan Mills |
| Demko            | Gardiens | Saros                   |                                                                                        | Arbitrage : Kyle Rehman, Steve Kozari Michel Cormier, Bevan Mills |
| 8 min            | Pénalités | 4 min                   |                                                                                        | Arbitrage : Kyle Rehman, Steve Kozari Michel Cormier, Bevan Mills |
| 21               | Tirs | 22                      |                                                                                        | Arbitrage : Kyle Rehman, Steve Kozari Michel Cormier, Bevan Mills |

| 23 avril | Vancouver | 1-4 (0-1, 1-2, 0-1) | Nashville | Rogers Arena 18 960 spectateurs |

| Feuille de match | Feuille de match                          | Feuille de match    | Feuille de match | Feuille de match                                                                        |
| ---------------- | ----------------------------------------- | ------------------- | --- | --------------------------------------------------------------------------------------- |
|                  | Zadorov (Cole, Di Giuseppe) — 35 min 33 s | 0-1 0-2 0-3 1-3 1-4 | Beauvillier (Forsberg) — 1 min 14 s Forsberg (Nyquist) — 26 min 29 s Sissons (Beauvillier, Zucker) — 28 min 4 s Sherwood — 58 min 7 s (CV) | Arbitrage : Eric Furlatt, Trevor Hanson, Michael Markovic Steve Barton, Kyle Flemington |
| DeSmith          | Gardiens                                  | Saros               | | Arbitrage : Eric Furlatt, Trevor Hanson, Michael Markovic Steve Barton, Kyle Flemington |
| 8 min            | Pénalités                                 | 8 min               | | Arbitrage : Eric Furlatt, Trevor Hanson, Michael Markovic Steve Barton, Kyle Flemington |
| 18               | Tirs                                      | 16                  | | Arbitrage : Eric Furlatt, Trevor Hanson, Michael Markovic Steve Barton, Kyle Flemington |

| 26 avril | Nashville | 1-2 (0-1, 0-1, 1-0) | Vancouver | Bridgestone Arena 17 474 spectateurs |

| Feuille de match | Feuille de match                            | Feuille de match | Feuille de match                                                                          | Feuille de match                                                       |
| ---------------- | ------------------------------------------- | ---------------- | ----------------------------------------------------------------------------------------- | ---------------------------------------------------------------------- |
|                  | Evangelista (Zucker, Carrier) — 56 min 48 s | 0-1 0-2 1-2      | Miller (Hughes, Pettersson) — 13 min 23 s (SN) Boeser (Miller, Hughes) — 24 min 33 s (SN) | Arbitrage : Jon McIsaac, Francois StLaurent Mark Shewchyk, Trent Knorr |
| Saros            | Gardiens                                    | DeSmith          |                                                                                           | Arbitrage : Jon McIsaac, Francois StLaurent Mark Shewchyk, Trent Knorr |
| 10 min           | Pénalités                                   | 14 min           |                                                                                           | Arbitrage : Jon McIsaac, Francois StLaurent Mark Shewchyk, Trent Knorr |
| 30               | Tirs                                        | 12               |                                                                                           | Arbitrage : Jon McIsaac, Francois StLaurent Mark Shewchyk, Trent Knorr |

| 28 avril | Nashville | 3-4 (pr) (1-1, 1-0, 1-2, 0-1) | Vancouver | Bridgestone Arena 17 590 spectateurs |

| Feuille de match | Feuille de match                                                                                                  | Feuille de match            | Feuille de match | Feuille de match                                                            |
| ---------------- | --- | --------------------------- | --- | --------------------------------------------------------------------------- |
|                  | Jankowski (Lauzon, Carrier) — 5 min 34 s Nyquist (O'Reilly) — 25 min 21 s Forsberg (Josi, McDonagh) — 40 min 12 s | 0-1 1-1 2-1 3-1 3-2 3-3 3-4 | Boeser (Miller, Soucy) — 2 min 55 s Boeser (Lindholm, Miller) — 57 min 11 s Boeser (Miller, Pettersson) — 59 min 52 s Lindholm (Garland, Joshua) — 61 min 2 s | Arbitrage : Chris Lee, Frederick L'Ecuyer Travis Gawryletz, David Brisebois |
| Saros            | Gardiens | Šilovs                      | | Arbitrage : Chris Lee, Frederick L'Ecuyer Travis Gawryletz, David Brisebois |
| 6 min            | Pénalités | 6 min                       | | Arbitrage : Chris Lee, Frederick L'Ecuyer Travis Gawryletz, David Brisebois |
| 30               | Tirs | 21                          | | Arbitrage : Chris Lee, Frederick L'Ecuyer Travis Gawryletz, David Brisebois |

| 30 avril | Vancouver | 1-2 (0-0, 0-0, 1-2) | Nashville | Rogers Arena 19 036 spectateurs |

| Feuille de match | Feuille de match               | Feuille de match | Feuille de match                                                                     | Feuille de match                                                            |
| ---------------- | ------------------------------ | ---------------- | ------------------------------------------------------------------------------------ | --------------------------------------------------------------------------- |
|                  | Zadorov (Hughes) — 43 min 11 s | 1-0 1-1 1-2      | Josi (Forsberg, Barrie) — 47 min 15 s (SN) Carrier (Nyquist, Forsberg) — 52 min 46 s | Arbitrage : Francis Charron, Graham Skilliter James Tobias, Matt MacPherson |
| Šilovs           | Gardiens                       | Saros            |                                                                                      | Arbitrage : Francis Charron, Graham Skilliter James Tobias, Matt MacPherson |
| 8 min            | Pénalités                      | 4 min            |                                                                                      | Arbitrage : Francis Charron, Graham Skilliter James Tobias, Matt MacPherson |
| 20               | Tirs                           | 22               |                                                                                      | Arbitrage : Francis Charron, Graham Skilliter James Tobias, Matt MacPherson |

| 30 avril | Nashville | 0-1 (0-0, 0-0, 0-1) | Vancouver | Bridgestone Arena 17 682 spectateurs |

| Feuille de match | Feuille de match | Feuille de match | Feuille de match                         | Feuille de match                                                     |
| ---------------- | ---------------- | ---------------- | ---------------------------------------- | -------------------------------------------------------------------- |
|                  |                  | 0-1              | Suter (Boeser, Pettersson) — 58 min 21 s | Arbitrage : Garrett Rank, Jean Hebert Ryan Gibbons, Shandor Alphonso |
| Saros            | Gardiens         | Šilovs           |                                          | Arbitrage : Garrett Rank, Jean Hebert Ryan Gibbons, Shandor Alphonso |
| 2 min            | Pénalités        | 8 min            |                                          | Arbitrage : Garrett Rank, Jean Hebert Ryan Gibbons, Shandor Alphonso |
| 28               | Tirs             | 29               |                                          | Arbitrage : Garrett Rank, Jean Hebert Ryan Gibbons, Shandor Alphonso |

#### Edmonton contre Los Angeles
| 22 avril | Edmonton | 7-4 (2-0, 2-2, 3-2) | Los Angeles | Rogers Place 18 347 spectateurs |

| Feuille de match | Feuille de match | Feuille de match                            | Feuille de match | Feuille de match                                                             |
| ---------------- | --- | ------------------------------------------- | --- | ---------------------------------------------------------------------------- |
|                  | Hyman (McDavid, Bouchard) — 6 min 52 s Henrique (Hyman, Bouchard) — 9 min 36 s Hyman (McDavid, Henrique) — 24 min 50 s Nugent-Hopkins (Draisaitl, McDavid) — 28 min 24 s (SN) Draisaitl (McDavid, Bouchard) — 41 min 8 s (SN) Hyman (McDavid, Bouchard) — 46 min 17 s (SN) Foegele — 59 min 34 s (CV) | 1-0 2-0 3-0 4-0 4-1 4-2 5-2 6-2 6-3 6-4 7-4 | Anderson (Doughty, Arvidsson) — 30 min 56 s Kempe (Byfield) — 37 min 56 s Dubois (Kempe, Gavrikov) — 56 min 56 s Moore (Laferriere) — 58 min 49 s | Arbitrage : Graham Skilliter, Francis Charron Shandor Alphonso, Ryan Gibbons |
| Skinner          | Gardiens | Talbot                                      | | Arbitrage : Graham Skilliter, Francis Charron Shandor Alphonso, Ryan Gibbons |
| 4 min            | Pénalités | 8 min                                       | | Arbitrage : Graham Skilliter, Francis Charron Shandor Alphonso, Ryan Gibbons |
| 45               | Tirs | 37                                          | | Arbitrage : Graham Skilliter, Francis Charron Shandor Alphonso, Ryan Gibbons |

| 24 avril | Edmonton | 4-5 (pr) (1-3, 2-0, 1-1, 0-1) | Los Angeles | Rogers Place 18 347 spectateurs |

| Feuille de match | Feuille de match | Feuille de match                    | Feuille de match | Feuille de match                                                         |
| ---------------- | --- | ----------------------------------- | --- | ------------------------------------------------------------------------ |
|                  | Kulak (Draisaitl, Foegele) — 17 min 33 s Holloway (Carrick, Janmark) — 27 min 51 s Hyman (Draisaitl, McDavid) — 30 min 33 s (SN) Holloway (Janmark) — 43 min 23 s | 0-1 0-2 1-2 1-3 2-3 3-3 3-4 4-4 4-5 | Kempe (Kopitar) — 3 min 19 s Kempe (Kopitar) — 14 min 57 s Doughty (Arvidsson, Danault) — 18 min 2 s Fiala (Spence, Byfield) — 41 min 46 s Kopitar (Byfield, Anderson) — 62 min 7 s | Arbitrage : Dan O'Rourke, Tom Chmielewski Shandor Alphonso, Ryan Gibbons |
| Skinner          | Gardiens | Talbot                              | | Arbitrage : Dan O'Rourke, Tom Chmielewski Shandor Alphonso, Ryan Gibbons |
| 6 min            | Pénalités | 6 min                               | | Arbitrage : Dan O'Rourke, Tom Chmielewski Shandor Alphonso, Ryan Gibbons |
| 31               | Tirs | 26                                  | | Arbitrage : Dan O'Rourke, Tom Chmielewski Shandor Alphonso, Ryan Gibbons |

| 26 avril | Los Angeles | 1-6 (0-3, 1-1, 0-2) | Edmonton | Crypto.com Arena 18 145 spectateurs |

| Feuille de match | Feuille de match                          | Feuille de match            | Feuille de match | Feuille de match                                                        |
| ---------------- | ----------------------------------------- | --------------------------- | --- | ----------------------------------------------------------------------- |
|                  | Doughty (Byfield, Anderson) — 25 min 32 s | 0-1 0-2 0-3 1-3 1-4 1-5 1-6 | Hyman (Ekholm) — 6 min 42 s Draisaitl (Kane, Nurse) — 15 min 36 s McDavid (Bouchard, Draisaitl) — 18 min 34 s (SN) Kane (Ceci, Nugent-Hopkins) — 27 min 39 s Hyman (McDavid, Nugent-Hopkins) — 46 min 37 s (SN) Draisaitl (McDavid, Nugent-Hopkins) — 52 min 38 s (SN) | Arbitrage : Chris Rooney, Peter MacDougall Bryan Pancich, Jesse Marquis |
| Talbot           | Gardiens                                  | Skinner                     | | Arbitrage : Chris Rooney, Peter MacDougall Bryan Pancich, Jesse Marquis |
| 47 min           | Pénalités                                 | 45 min                      | | Arbitrage : Chris Rooney, Peter MacDougall Bryan Pancich, Jesse Marquis |
| 28               | Tirs                                      | 40                          | | Arbitrage : Chris Rooney, Peter MacDougall Bryan Pancich, Jesse Marquis |

| 28 avril | Los Angeles | 0-1 (0-0, 0-1, 0-0) | Edmonton | Crypto.com Arena 18 145 spectateurs |

| Feuille de match | Feuille de match | Feuille de match | Feuille de match                                 | Feuille de match                                                          |
| ---------------- | ---------------- | ---------------- | ------------------------------------------------ | ------------------------------------------------------------------------- |
|                  |                  | 0-1              | Bouchard (Draisaitl, McDavid) — 31 min 49 s (SN) | Arbitrage : Jon McIsaac, Francois StLaurent Matt MacPherson, James Tobias |
| Rittich          | Gardiens         | Skinner          |                                                  | Arbitrage : Jon McIsaac, Francois StLaurent Matt MacPherson, James Tobias |
| 2 min            | Pénalités        | 2 min            |                                                  | Arbitrage : Jon McIsaac, Francois StLaurent Matt MacPherson, James Tobias |
| 33               | Tirs             | 13               |                                                  | Arbitrage : Jon McIsaac, Francois StLaurent Matt MacPherson, James Tobias |

| 1er mai | Edmonton | 4-3 (1-1, 3-1, 0-1) | Los Angeles | Rogers Place 18 347 spectateurs |

| Feuille de match | Feuille de match | Feuille de match            | Feuille de match | Feuille de match                                                 |
| ---------------- | --- | --------------------------- | --- | ---------------------------------------------------------------- |
|                  | Kane (Kulak, Nugent-Hopkins) — 10 min 17 s Draisaitl (McDavid, Bouchard) — 27 min 44 s (SN) Draisaitl (McDavid, Bouchard) — 32 min 21 s Hyman (Nugent-Hopkins, Bouchard) — 39 min 7 s | 1-0 1-1 1-2 2-2 3-2 4-2 4-3 | Laferriere (Gavrikov, Roy) — 19 min 32 s Lizotte (Arvidsson, Englund) — 23 min 8 s Kempe (Roy, Fiala) — 57 min 42 s | Arbitrage : TJ Luxmore, Gord Dwyer Libor Suchanek, Scott Cherrey |
| Skinner          | Gardiens | Rittich                     | | Arbitrage : TJ Luxmore, Gord Dwyer Libor Suchanek, Scott Cherrey |
| 4 min            | Pénalités | 12 min                      | | Arbitrage : TJ Luxmore, Gord Dwyer Libor Suchanek, Scott Cherrey |
| 26               | Tirs | 21                          | | Arbitrage : TJ Luxmore, Gord Dwyer Libor Suchanek, Scott Cherrey |

### Demi-finales d'association

#### Floride contre Boston
| 6 mai | Floride | 1-5 (0-0, 1-3, 0-2) | Boston | Amerant Bank Arena 19 275 spectateurs |

| Feuille de match | Feuille de match               | Feuille de match        | Feuille de match | Feuille de match                                                         |
| ---------------- | ------------------------------ | ----------------------- | --- | ------------------------------------------------------------------------ |
|                  | Tkachuk (Barkov) — 31 min 45 s | 1-0 1-1 1-2 1-3 1-4 1-5 | Geekie (Zacha, Pastrňák) — 32 min 52 s Lohrei (Wotherspoon, Zacha) — 36 min 17 s Carlo (Coyle, Frederic) — 39 min 39 s Brazeau (Van Riemsdyk, Lohrei) — 47 min 13 s DeBrusk (Marchand) — 56 min 38 s (CV) | Arbitrage : Chris Rooney, Graham Skilliter Matt MacPherson, James Tobias |
| Bobrovski        | Gardiens                       | Swayman                 | | Arbitrage : Chris Rooney, Graham Skilliter Matt MacPherson, James Tobias |
| 24 min           | Pénalités                      | 18 min                  | | Arbitrage : Chris Rooney, Graham Skilliter Matt MacPherson, James Tobias |
| 39               | Tirs                           | 29                      | | Arbitrage : Chris Rooney, Graham Skilliter Matt MacPherson, James Tobias |

| 8 mai | Floride | 6-1 (0-1, 3-0, 3-0) | Boston | Amerant Bank Arena 19 789 spectateurs |

| Feuille de match | Feuille de match | Feuille de match                            | Feuille de match                      | Feuille de match                                                  |
| ---------------- | --- | ------------------------------------------- | ------------------------------------- | ----------------------------------------------------------------- |
|                  | Lorentz (Montour) — 21 min 56 s Barkov (Reinhart, Ekblad) — 29 min 49 s Forsling (Lundell, Montour) — 39 min 58 s Luostarinen (Barkov, Reinhart) — 41 min 28 s Barkov (Reinhart) — 50 min 52 s (SN) Montour (Barkov, Reinhart) — 51 min 58 s (IN) | 0-1 1-1 2-1 3-1 4-1 5-1 6-1                 | Coyle (Zacha, Marchand) — 12 min 12 s | Arbitrage : Jean Hebert, Garrett Rank Scott Cherrey, Ryan Gibbons |
| Bobrovski        | Gardiens | Swayman (41 min 28 s) Ullmark (18 min 32 s) |                                       | Arbitrage : Jean Hebert, Garrett Rank Scott Cherrey, Ryan Gibbons |
| 71 min           | Pénalités | 77 min                                      |                                       | Arbitrage : Jean Hebert, Garrett Rank Scott Cherrey, Ryan Gibbons |
| 33               | Tirs | 15                                          |                                       | Arbitrage : Jean Hebert, Garrett Rank Scott Cherrey, Ryan Gibbons |

| 10 mai | Boston | 2-6 (0-1, 0-2, 2-3) | Floride | TD Garden 17 850 spectateurs |

| Feuille de match | Feuille de match                                                               | Feuille de match                | Feuille de match | Feuille de match                                                            |
| ---------------- | ------------------------------------------------------------------------------ | ------------------------------- | --- | --------------------------------------------------------------------------- |
|                  | Lauko (DeBrusk, Beecher) — 45 min 1 s DeBrusk (Lohrei, Pastrňák) — 48 min 31 s | 0-1 0-2 0-3 0-4 1-4 2-4 2-5 2-6 | Rodrigues (Forsling) — 8 min 4 s Tarassenko (Bennett, Ekman-Larsson) — 36 min 14 s (SN) Verhaeghe (Tkachuk, Barkov) — 37 min 14 s (SN) Montour (Tkachuk, Barkov) — 43 min 9 s (SN) Reinhart (Tkachuk, Montour) — 58 min 36 s (CV) Rodrigues (Ekman-Larsson, Luostarinen) — 59 min 9 s (SN) | Arbitrage : Dan O'Rourke, Francois StLaurent Shandor Alphonso, Jonny Murray |
| Swayman          | Gardiens                                                                       | Bobrovski                       | | Arbitrage : Dan O'Rourke, Francois StLaurent Shandor Alphonso, Jonny Murray |
| 12 min           | Pénalités                                                                      | 4 min                           | | Arbitrage : Dan O'Rourke, Francois StLaurent Shandor Alphonso, Jonny Murray |
| 17               | Tirs                                                                           | 33                              | | Arbitrage : Dan O'Rourke, Francois StLaurent Shandor Alphonso, Jonny Murray |

| 12 mai | Boston | 2-3 (2-0, 0-1, 0-2) | Floride | TD Garden 17 850 spectateurs |

| Feuille de match | Feuille de match                                                       | Feuille de match    | Feuille de match | Feuille de match                                                       |
| ---------------- | ---------------------------------------------------------------------- | ------------------- | --- | ---------------------------------------------------------------------- |
|                  | Pastrňák (DeBrusk, Van Riemsdyk) — 8 min 53 s (SN) Carlo — 15 min 12 s | 1-0 2-0 2-1 2-2 2-3 | Lundell (Rodrigues, Ekblad) — 34 min 48 s Bennett (Lundell, Rodrigues) — 43 min 41 s (SN) Barkov (Okposo, Tarassenko) — 47 min 31 s | Arbitrage : Frederick L'Ecuyer, Francis Charron Ryan Daisy, Devin Berg |
| Swayman          | Gardiens                                                               | Bobrovski           | | Arbitrage : Frederick L'Ecuyer, Francis Charron Ryan Daisy, Devin Berg |
| 12 min           | Pénalités                                                              | 8 min               | | Arbitrage : Frederick L'Ecuyer, Francis Charron Ryan Daisy, Devin Berg |
| 18               | Tirs                                                                   | 41                  | | Arbitrage : Frederick L'Ecuyer, Francis Charron Ryan Daisy, Devin Berg |

| 14 mai | Floride | 1-2 (0-1, 1-1, 0-0) | Boston | Amerant Bank Arena 20 004 spectateurs |

| Feuille de match | Feuille de match       | Feuille de match | Feuille de match                                                             | Feuille de match                                                  |
| ---------------- | ---------------------- | ---------------- | ---------------------------------------------------------------------------- | ----------------------------------------------------------------- |
|                  | Reinhart — 26 min 23 s | 0-1 1-1 1-2      | Geekie (DeBrusk, McAvoy) — 4 min 49 s McAvoy (Coyle, Frederic) — 30 min 25 s | Arbitrage : Kyle Rehman, Steve Kozari Steve Barton, Jesse Marquis |
| Bobrovski        | Gardiens               | Swayman          |                                                                              | Arbitrage : Kyle Rehman, Steve Kozari Steve Barton, Jesse Marquis |
| 8 min            | Pénalités              | 10 min           |                                                                              | Arbitrage : Kyle Rehman, Steve Kozari Steve Barton, Jesse Marquis |
| 29               | Tirs                   | 28               |                                                                              | Arbitrage : Kyle Rehman, Steve Kozari Steve Barton, Jesse Marquis |

| 17 mai | Boston | 1-2 (1-0, 0-1, 0-1) | Floride | TD Garden 17 850 spectateurs |

| Feuille de match | Feuille de match                          | Feuille de match | Feuille de match                                                            | Feuille de match                                                       |
| ---------------- | ----------------------------------------- | ---------------- | --------------------------------------------------------------------------- | ---------------------------------------------------------------------- |
|                  | Zacha (DeBrusk, Wotherspoon) — 19 min 7 s | 1-0 1-1 1-2      | Lundell (Verhaeghe) — 32 min 44 s Forsling (Lundell, Tkachuk) — 58 min 27 s | Arbitrage : Eric Furlatt, Kelly Sutherland Scott Cherrey, Ryan Gibbons |
| Swayman          | Gardiens                                  | Bobrovski        |                                                                             | Arbitrage : Eric Furlatt, Kelly Sutherland Scott Cherrey, Ryan Gibbons |
| 8 min            | Pénalités                                 | 6 min            |                                                                             | Arbitrage : Eric Furlatt, Kelly Sutherland Scott Cherrey, Ryan Gibbons |
| 23               | Tirs                                      | 28               |                                                                             | Arbitrage : Eric Furlatt, Kelly Sutherland Scott Cherrey, Ryan Gibbons |

#### New York contre Caroline
| 5 mai | New York | 4-3 (3-1, 0-0, 1-2) | Caroline | Madison Square Garden 18 006 spectateurs |

| Feuille de match | Feuille de match | Feuille de match            | Feuille de match                                                                                             | Feuille de match                                             |
| ---------------- | --- | --------------------------- | --- | ------------------------------------------------------------ |
|                  | Zibanejad (Roslovic, Fox) — 2 min 46 s Zibanejad (Kreider, Trocheck) — 10 min 5 s (SN) Trocheck (Zibanejad, Kreider) — 16 min 28 s (SN) Panarine (Lafrenière) — 48 min 21 s | 1-0 1-1 2-1 3-1 3-2 4-2 4-3 | Slavin (Aho, Guentzel) — 3 min 48 s Nečas (Martinook, Orlov) — 42 min 48 s Jarvis (Aho, Burns) — 58 min 13 s | Arbitrage : Steve Kozari, Kyle Rehman Ryan Daisy, Devin Berg |
| Chestiorkine     | Gardiens | Andersen                    | | Arbitrage : Steve Kozari, Kyle Rehman Ryan Daisy, Devin Berg |
| 12 min           | Pénalités | 8 min                       | | Arbitrage : Steve Kozari, Kyle Rehman Ryan Daisy, Devin Berg |
| 23               | Tirs | 25                          | | Arbitrage : Steve Kozari, Kyle Rehman Ryan Daisy, Devin Berg |

| 7 mai | New York | 4-3 (2 pr) (1-2, 1-1, 1-0, 0-0, 1-0) | Caroline | Madison Square Garden 18 006 spectateurs |

| Feuille de match | Feuille de match | Feuille de match            | Feuille de match                                                                                                 | Feuille de match                                                          |
| ---------------- | --- | --------------------------- | --- | ------------------------------------------------------------------------- |
|                  | Lafrenière (Miller, Wennberg) — 10 min 53 s Lafrenière (Fox, Panarine) — 27 min 32 s Kreider (Trocheck, Panarine) — 46 min 7 s (SN) Trocheck (Zibanejad, Panarine) — 87 min 24 s (SN) | 1-0 1-1 1-2 2-2 2-3 3-3 4-3 | Guentzel (Aho, Svetchnikov) — 15 min 7 s Orlov (Skjei, Aho) — 19 min 54 s Guentzel (Aho, DeAngelo) — 38 min 18 s | Arbitrage : Eric Furlatt, Kelly Sutherland Jonny Murray, Shandor Alphonso |
| Chestiorkine     | Gardiens | Andersen                    | | Arbitrage : Eric Furlatt, Kelly Sutherland Jonny Murray, Shandor Alphonso |
| 12 min           | Pénalités | 16 min                      | | Arbitrage : Eric Furlatt, Kelly Sutherland Jonny Murray, Shandor Alphonso |
| 39               | Tirs | 57                          | | Arbitrage : Eric Furlatt, Kelly Sutherland Jonny Murray, Shandor Alphonso |

| 9 mai | Caroline | 2-3 (pr) (1-0, 0-1, 1-1, 0-1) | New York | PNC Arena 18 959 spectateurs |

| Feuille de match | Feuille de match                                                                   | Feuille de match    | Feuille de match | Feuille de match                                                         |
| ---------------- | ---------------------------------------------------------------------------------- | ------------------- | --- | ------------------------------------------------------------------------ |
|                  | Guentzel (Orlov, Svetchnikov) — 10 min 14 s Svetchnikov (Aho, Skjei) — 58 min 24 s | 1-0 1-1 1-2 2-2 2-3 | Kreider (Zibanejad) — 28 min 30 s (IN) Lafrenière (Panarine, Trocheck) — 46 min 25 s Panarine (Trocheck, Lafrenière) — 61 min 43 s | Arbitrage : Graham Skilliter, Chris Rooney James Tobias, Matt MacPherson |
| Kotchetkov       | Gardiens                                                                           | Chestiorkine        | | Arbitrage : Graham Skilliter, Chris Rooney James Tobias, Matt MacPherson |
| 14 min           | Pénalités                                                                          | 16 min              | | Arbitrage : Graham Skilliter, Chris Rooney James Tobias, Matt MacPherson |
| 47               | Tirs                                                                               | 25                  | | Arbitrage : Graham Skilliter, Chris Rooney James Tobias, Matt MacPherson |

| 11 mai | Caroline | 4-3 (3-1, 0-1, 1-1) | New York | PNC Arena 19 074 spectateurs |

| Feuille de match | Feuille de match | Feuille de match            | Feuille de match | Feuille de match                                                  |
| ---------------- | --- | --------------------------- | --- | ----------------------------------------------------------------- |
|                  | Kouznetsov — 1 min 51 s Noesen (Teräväinen, DeAngelo) — 6 min 33 s Aho (Guentzel, Burns) — 15 min 29 s Skjei (Teräväinen, Svetchnikov) — 56 min 49 s (SN) | 1-0 2-0 2-1 3-1 3-2 3-3 4-3 | Cuylle (Kakko, Gustafsson) — 8 min 6 s Goodrow (Schneider, Vesey) — 32 min 43 s Lafrenière (Zibanejad, Trouba) — 42 min 4 s | Arbitrage : Jean Hebert, Garrett Rank Steve Barton, Jesse Marquis |
| Andersen         | Gardiens | Chestiorkine                | | Arbitrage : Jean Hebert, Garrett Rank Steve Barton, Jesse Marquis |
| 4 min            | Pénalités | 6 min                       | | Arbitrage : Jean Hebert, Garrett Rank Steve Barton, Jesse Marquis |
| 31               | Tirs | 25                          | | Arbitrage : Jean Hebert, Garrett Rank Steve Barton, Jesse Marquis |

| 13 mai | New York | 1-4 (0-0, 1-0, 0-4) | Caroline | Madison Square Garden 18 006 spectateurs |

| Feuille de match | Feuille de match          | Feuille de match    | Feuille de match | Feuille de match                                                               |
| ---------------- | ------------------------- | ------------------- | --- | ------------------------------------------------------------------------------ |
|                  | Trouba — 26 min 23 s (IN) | 1-0 1-1 1-2 1-3 1-4 | Staal (Orlov) — 43 min 33 s Kouznetsov (Skjei, Kotkaniemi) — 46 min 39 s Martinook (Drury, Nečas) — 49 min 56 s Nečas (Chatfield, Drury) — 56 min 29 s (CV) | Arbitrage : Dan O'Rourke, Francois StLaurent Kiel Murchison, Brandon Gawryletz |
| Chestiorkine     | Gardiens                  | Andersen            | | Arbitrage : Dan O'Rourke, Francois StLaurent Kiel Murchison, Brandon Gawryletz |
| 6 min            | Pénalités                 | 6 min               | | Arbitrage : Dan O'Rourke, Francois StLaurent Kiel Murchison, Brandon Gawryletz |
| 21               | Tirs                      | 28                  | | Arbitrage : Dan O'Rourke, Francois StLaurent Kiel Murchison, Brandon Gawryletz |

| 16 mai | Caroline | 3-5 (1-0, 2-1, 0-4) | New York | PNC Arena 19 124 spectateurs |

| Feuille de match | Feuille de match | Feuille de match                | Feuille de match | Feuille de match                                                 |
| ---------------- | --- | ------------------------------- | --- | ---------------------------------------------------------------- |
|                  | Nečas (Martinook, Orlov) — 18 min 38 s Jarvis (Aho, Svetchnikov) — 24 min 38 s (SN) Aho (Svetchnikov, Slavin) — 29 min 23 s | 1-0 2-0 2-1 3-1 3-2 3-3 3-4 3-5 | Trocheck (Panarine) — 25 min 29 s Kreider (Zibanejad, Roslovic) — 46 min 43 s Kreider (Panarine, Trocheck) — 51 min 54 s (SN) Kreider (Lindgren, Roslovic) — 55 min 41 s Goodrow (Miller) — 59 min 11 s (CV) | Arbitrage : Francis Charron, Steve Kozari Devin Berg, Ryan Daisy |
| Andersen         | Gardiens | Chestiorkine                    | | Arbitrage : Francis Charron, Steve Kozari Devin Berg, Ryan Daisy |
| 4 min            | Pénalités | 2 min                           | | Arbitrage : Francis Charron, Steve Kozari Devin Berg, Ryan Daisy |
| 36               | Tirs | 24                              | | Arbitrage : Francis Charron, Steve Kozari Devin Berg, Ryan Daisy |

#### Dallas contre Colorado
| 7 mai | Dallas | 3-4 (pr) (3-0, 0-2, 0-1, 0-1) | Colorado | American Airlines Center 18 532 spectateurs |

| Feuille de match | Feuille de match | Feuille de match            | Feuille de match | Feuille de match                                                         |
| ---------------- | --- | --------------------------- | --- | ------------------------------------------------------------------------ |
|                  | Suter (Duchene) — 7 min 26 s Johnston (Pavelski, Benn) — 10 min 55 s Benn (Robertson, Heiskanen) — 16 min 56 s (SN) | 1-0 2-0 3-0 3-1 3-2 3-3 3-4 | Nitchouchkine (Makar, MacKinnon) — 25 min 31 s (SN) Makar (Nitchouchkine, Rantanen) — 29 min 8 s (SN) MacKinnon (Rantanen, Makar) — 40 min 39 s Wood (Cogliano, Girard) — 71 min 3 s | Arbitrage : Francois StLaurent, Dan O'Rourke Steve Barton, Jesse Marquis |
| Oettinger        | Gardiens | Gueorguiev                  | | Arbitrage : Francois StLaurent, Dan O'Rourke Steve Barton, Jesse Marquis |
| 6 min            | Pénalités | 10 min                      | | Arbitrage : Francois StLaurent, Dan O'Rourke Steve Barton, Jesse Marquis |
| 22               | Tirs | 26                          | | Arbitrage : Francois StLaurent, Dan O'Rourke Steve Barton, Jesse Marquis |

| 9 mai | Dallas | 5-3 (1-0, 3-0, 1-3) | Colorado | American Airlines Center 18 532 spectateurs |

| Feuille de match | Feuille de match | Feuille de match                | Feuille de match | Feuille de match                                                       |
| ---------------- | --- | ------------------------------- | --- | ---------------------------------------------------------------------- |
|                  | Heiskanen (Hintz, Robertson) — 14 min 46 s (SN) Hintz (Lundkvist, Marchment) — 21 min 57 s Heiskanen (Benn, Hintz) — 35 min 54 s (SN) Seguin (Harley) — 38 min 6 s (IN) Lindell (Hintz, Tanev) — 59 min 39 s (CV) | 1-0 2-0 3-0 4-0 4-1 4-2 4-3 5-3 | Kiviranta (Manson, Colton) — 44 min 6 s Duhaime (Cogliano) — 48 min Nitchouchkine (Lehkonen, Mittelstadt) — 56 min 16 s | Arbitrage : Francis Charron, Frederick L'Ecuyer Ryan Daisy, Devin Berg |
| Oettinger        | Gardiens | Gueorguiev                      | | Arbitrage : Francis Charron, Frederick L'Ecuyer Ryan Daisy, Devin Berg |
| 8 min            | Pénalités | 12 min                          | | Arbitrage : Francis Charron, Frederick L'Ecuyer Ryan Daisy, Devin Berg |
| 31               | Tirs | 31                              | | Arbitrage : Francis Charron, Frederick L'Ecuyer Ryan Daisy, Devin Berg |

| 11 mai | Colorado | 1-4 (0-1, 1-1, 0-2) | Dallas | Ball Arena 18 131 spectateurs |

| Feuille de match | Feuille de match                          | Feuille de match    | Feuille de match | Feuille de match                                                    |
| ---------------- | ----------------------------------------- | ------------------- | --- | ------------------------------------------------------------------- |
|                  | Rantanen (MacKinnon, Toews) — 30 min 24 s | 0-1 1-1 1-2 1-3 1-4 | Stankoven (Heiskanen) — 18 min 39 s Seguin (Dadonov, Steel) — 35 min 13 s Seguin (Duchene, Benn) — 58 min 23 s (CV) Stankoven (Robertson, Hintz) — 59 min 32 s (CV) | Arbitrage : Steve Kozari, Kyle Rehman Matt MacPherson, James Tobias |
| Gueorguiev       | Gardiens                                  | Oettinger           | | Arbitrage : Steve Kozari, Kyle Rehman Matt MacPherson, James Tobias |
| 8 min            | Pénalités                                 | 10 min              | | Arbitrage : Steve Kozari, Kyle Rehman Matt MacPherson, James Tobias |
| 29               | Tirs                                      | 23                  | | Arbitrage : Steve Kozari, Kyle Rehman Matt MacPherson, James Tobias |

| 13 mai | Colorado | 1-5 (0-1, 1-2, 0-2) | Dallas | Ball Arena 18 123 spectateurs |

| Feuille de match | Feuille de match                   | Feuille de match        | Feuille de match | Feuille de match                                                          |
| ---------------- | ---------------------------------- | ----------------------- | --- | ------------------------------------------------------------------------- |
|                  | Mittelstadt (Drouin) — 32 min 35 s | 0-1 0-2 0-3 1-3 1-4 1-5 | Johnston (Steel) — 15 min 37 s (IN) Johnston (Robertson, Heiskanen) — 25 min 46 s (SN) Heiskanen (Stankoven, Robertson) — 31 min 24 s Dadonov (Marchment, Heiskanen) — 49 min 27 s Steel (Johnston, Seguin) — 58 min 10 s (CV) | Arbitrage : Eric Furlatt, Kelly Sutherland Jonny Murray, Shandor Alphonso |
| Gueorguiev       | Gardiens                           | Oettinger               | | Arbitrage : Eric Furlatt, Kelly Sutherland Jonny Murray, Shandor Alphonso |
| 6 min            | Pénalités                          | 6 min                   | | Arbitrage : Eric Furlatt, Kelly Sutherland Jonny Murray, Shandor Alphonso |
| 25               | Tirs                               | 34                      | | Arbitrage : Eric Furlatt, Kelly Sutherland Jonny Murray, Shandor Alphonso |

| 15 mai | Dallas | 3-5 (1-1, 1-1, 1-3) | Colorado | American Airlines Center 18 532 spectateurs |

| Feuille de match | Feuille de match | Feuille de match                | Feuille de match | Feuille de match                                                        |
| ---------------- | --- | ------------------------------- | --- | ----------------------------------------------------------------------- |
|                  | Pavelski (Duchene, Robertson) — 9 min 3 s Heiskanen (Robertson, Pavelski) — 31 min 39 s (SN) Stankoven (Lindell) — 45 min 44 s | 1-0 1-1 2-1 2-2 2-3 2-4 3-4 3-5 | Lehkonen (MacKinnon) — 19 min 59 s (SN) Makar (Drouin, Rantanen) — 37 min 24 s (SN) Mittelstadt (Parisé, Girard) — 41 min 12 s Makar — 44 min 28 s MacKinnon (Lehkonen, Manson) — 56 min 50 s | Arbitrage : Jean Hebert, Garrett Rank Kiel Murchison, Brandon Gawryletz |
| Oettinger        | Gardiens | Gueorguiev                      | | Arbitrage : Jean Hebert, Garrett Rank Kiel Murchison, Brandon Gawryletz |
| 6 min            | Pénalités | 8 min                           | | Arbitrage : Jean Hebert, Garrett Rank Kiel Murchison, Brandon Gawryletz |
| 26               | Tirs | 27                              | | Arbitrage : Jean Hebert, Garrett Rank Kiel Murchison, Brandon Gawryletz |

| 17 mai | Colorado | 1-2 (2 pr) (0-0, 1-0, 0-1, 0-0, 0-1) | Dallas | Ball Arena 18 126 spectateurs |

| Feuille de match | Feuille de match                            | Feuille de match | Feuille de match                                                      | Feuille de match                                                       |
| ---------------- | ------------------------------------------- | ---------------- | --------------------------------------------------------------------- | ---------------------------------------------------------------------- |
|                  | Rantanen (Drouin, Makar) — 25 min 48 s (SN) | 1-0 1-1 1-2      | Benn (Dadonov, Seguin) — 41 min 56 s Duchene (Pavelski) — 91 min 42 s | Arbitrage : Chris Rooney, Graham Skilliter Jesse Marquis, Steve Barton |
| Gueorguiev       | Gardiens                                    | Oettinger        |                                                                       | Arbitrage : Chris Rooney, Graham Skilliter Jesse Marquis, Steve Barton |
| 2 min            | Pénalités                                   | 2 min            |                                                                       | Arbitrage : Chris Rooney, Graham Skilliter Jesse Marquis, Steve Barton |
| 30               | Tirs                                        | 38               |                                                                       | Arbitrage : Chris Rooney, Graham Skilliter Jesse Marquis, Steve Barton |

#### Vancouver contre Edmonton
| 8 mai | Vancouver | 5-4 (0-2, 2-2, 3-0) | Edmonton | Rogers Arena 18 823 spectateurs |

| Feuille de match | Feuille de match | Feuille de match                    | Feuille de match | Feuille de match                                                        |
| ---------------- | --- | ----------------------------------- | --- | ----------------------------------------------------------------------- |
|                  | Joshua (Cole, Lindholm) — 20 min 53 s Lindholm (Joshua, Soucy) — 37 min 1 s Miller (Boeser, Soucy) — 49 min 38 s Zadorov (Bļugers, Höglander) — 53 min 47 s Garland (Joshua, Zadorov) — 54 min 26 s | 0-1 0-2 1-2 1-3 1-4 2-4 3-4 4-4 5-4 | Hyman (Nugent-Hopkins, Draisaitl) — 2 min 11 s (SN) Ekholm (Draisaitl) — 15 min 1 s Ceci (Ryan, Nugent-Hopkins) — 32 min 26 s Hyman (Bouchard, McDavid) — 33 min 11 s | Arbitrage : Kyle Rehman, Steve Kozari Kiel Murchison, Brandon Gawryletz |
| Šilovs           | Gardiens | Skinner                             | | Arbitrage : Kyle Rehman, Steve Kozari Kiel Murchison, Brandon Gawryletz |
| 4 min            | Pénalités | 8 min                               | | Arbitrage : Kyle Rehman, Steve Kozari Kiel Murchison, Brandon Gawryletz |
| 24               | Tirs | 18                                  | | Arbitrage : Kyle Rehman, Steve Kozari Kiel Murchison, Brandon Gawryletz |

| 10 mai | Vancouver | 3-4 (pr) (1-1, 2-1, 0-1, 0-1) | Edmonton | Rogers Arena 18 985 spectateurs |

| Feuille de match | Feuille de match                                                                                                   | Feuille de match            | Feuille de match | Feuille de match                                                             |
| ---------------- | --- | --------------------------- | --- | ---------------------------------------------------------------------------- |
|                  | Pettersson (Miller, Hughes) — 4 min 14 s (SN) Boeser (Soucy, Zadorov) — 20 min 53 s Zadorov (Miller) — 38 min 17 s | 1-0 1-1 2-1 2-2 3-2 3-3 3-4 | Draisaitl (McDavid, Nugent-Hopkins) — 10 min 56 s (SN) Ekholm (McDavid, Draisaitl) — 21 min 16 s McDavid (Hyman, Draisaitl) — 45 min 27 s Bouchard (Draisaitl, McDavid) — 65 min 38 s | Arbitrage : Kelly Sutherland, Eric Furlatt Kiel Murchison, Brandon Gawryletz |
| Šilovs           | Gardiens | Skinner                     | | Arbitrage : Kelly Sutherland, Eric Furlatt Kiel Murchison, Brandon Gawryletz |
| 10 min           | Pénalités | 10 min                      | | Arbitrage : Kelly Sutherland, Eric Furlatt Kiel Murchison, Brandon Gawryletz |
| 19               | Tirs | 31                          | | Arbitrage : Kelly Sutherland, Eric Furlatt Kiel Murchison, Brandon Gawryletz |

| 12 mai | Edmonton | 3-4 (1-3, 1-1, 1-0) | Vancouver | Rogers Place 18 347 spectateurs |

| Feuille de match                            | Feuille de match | Feuille de match            | Feuille de match | Feuille de match                                                       |
| ------------------------------------------- | --- | --------------------------- | --- | ---------------------------------------------------------------------- |
|                                             | Ekholm (Kane, Nurse) — 5 min 37 s (SN) Draisaitl (Nugent-Hopkins, Bouchard) — 23 min 36 s (SN) Bouchard (Ekholm, Draisaitl) — 58 min 44 s | 1-0 1-1 1-2 1-3 2-3 2-4 3-4 | Lindholm (Boeser, Hughes) — 8 min 45 s (SN) Boeser (Miller, Myers) — 13 min 18 s Boeser (Suter) — 18 min 34 s Lindholm (Miller, Hughes) — 37 min 35 s (SN) | Arbitrage : Graham Skilliter, Chris Rooney Scott Cherrey, Ryan Gibbons |
| Skinner (40 min 11 s) Pickard (16 min 21 s) | Gardiens | Šilovs                      | | Arbitrage : Graham Skilliter, Chris Rooney Scott Cherrey, Ryan Gibbons |
| 8 min                                       | Pénalités | 12 min                      | | Arbitrage : Graham Skilliter, Chris Rooney Scott Cherrey, Ryan Gibbons |
| 45                                          | Tirs | 18                          | | Arbitrage : Graham Skilliter, Chris Rooney Scott Cherrey, Ryan Gibbons |

| 14 mai | Edmonton | 3-2 (1-0, 1-0, 1-2) | Vancouver | Rogers Place 18 347 spectateurs |

| Feuille de match | Feuille de match | Feuille de match    | Feuille de match                                                                | Feuille de match                                                            |
| ---------------- | --- | ------------------- | ------------------------------------------------------------------------------- | --------------------------------------------------------------------------- |
|                  | Draisaitl (McDavid, Bouchard) — 11 min 10 s (SN) Nugent-Hopkins (Ekholm) — 39 min 20 s Bouchard (Draisaitl, Kane) — 59 min 21 s | 1-0 2-0 2-1 2-2 3-2 | Garland (Lindholm, Zadorov) — 46 min 54 s Joshua (Boeser, Hughes) — 58 min 19 s | Arbitrage : Francis Charron, Frederick L'Ecuyer Scott Cherrey, Ryan Gibbons |
| Pickard          | Gardiens | Šilovs              |                                                                                 | Arbitrage : Francis Charron, Frederick L'Ecuyer Scott Cherrey, Ryan Gibbons |
| 6 min            | Pénalités | 4 min               |                                                                                 | Arbitrage : Francis Charron, Frederick L'Ecuyer Scott Cherrey, Ryan Gibbons |
| 30               | Tirs | 21                  |                                                                                 | Arbitrage : Francis Charron, Frederick L'Ecuyer Scott Cherrey, Ryan Gibbons |

| 16 mai | Vancouver | 3-2 (1-2, 1-0, 1-0) | Edmonton | Rogers Arena 19 052 spectateurs |

| Feuille de match | Feuille de match                                                                          | Feuille de match    | Feuille de match                                                               | Feuille de match                                                           |
| ---------------- | ----------------------------------------------------------------------------------------- | ------------------- | ------------------------------------------------------------------------------ | -------------------------------------------------------------------------- |
|                  | Soucy — 17 min 27 s Di Giuseppe — 25 min 14 s Miller (Lindholm, Pettersson) — 59 min 27 s | 0-1 1-1 1-2 2-2 3-2 | Kane (Draisaitl, Desharnais) — 4 min 34 s Janmark (Brown, Kulak) — 17 min 50 s | Arbitrage : Dan O'Rourke, Francois StLaurent James Tobias, Matt MacPherson |
| Šilovs           | Gardiens                                                                                  | Pickard             |                                                                                | Arbitrage : Dan O'Rourke, Francois StLaurent James Tobias, Matt MacPherson |
| 12 min           | Pénalités                                                                                 | 10 min              |                                                                                | Arbitrage : Dan O'Rourke, Francois StLaurent James Tobias, Matt MacPherson |
| 35               | Tirs                                                                                      | 23                  |                                                                                | Arbitrage : Dan O'Rourke, Francois StLaurent James Tobias, Matt MacPherson |

| 18 mai | Edmonton | 5-1 (1-1, 2-0, 2-0) | Vancouver | Rogers Place 18 347 spectateurs |

| Feuille de match | Feuille de match | Feuille de match        | Feuille de match                            | Feuille de match                                                     |
| ---------------- | --- | ----------------------- | ------------------------------------------- | -------------------------------------------------------------------- |
|                  | Holloway (Draisaitl, Bouchard) — 8 min 18 s Hyman (McDavid, Nugent-Hopkins) — 27 min 14 s Bouchard (McDavid, Nugent-Hopkins) — 31 min 20 s Nugent-Hopkins (McDavid, Bouchard) — 43 min 25 s Kane (Draisaitl) — 53 min 4 s | 1-0 1-1 2-1 3-1 4-1 5-1 | Höglander (Pettersson, Hronek) — 10 min 3 s | Arbitrage : Garrett Rank, Jean Hebert Shandor Alphonso, Jonny Murray |
| Skinner          | Gardiens | Šilovs                  |                                             | Arbitrage : Garrett Rank, Jean Hebert Shandor Alphonso, Jonny Murray |
| 30 min           | Pénalités | 28 min                  |                                             | Arbitrage : Garrett Rank, Jean Hebert Shandor Alphonso, Jonny Murray |
| 27               | Tirs | 15                      |                                             | Arbitrage : Garrett Rank, Jean Hebert Shandor Alphonso, Jonny Murray |

| 20 mai | Vancouver | 2-3 (0-0, 0-3, 2-0) | Edmonton | Rogers Arena 19 016 spectateurs |

| Feuille de match | Feuille de match                                              | Feuille de match    | Feuille de match | Feuille de match                                               |
| ---------------- | ------------------------------------------------------------- | ------------------- | --- | -------------------------------------------------------------- |
|                  | Garland — 51 min 27 s Hronek (Hughes, Lindholm) — 55 min 24 s | 0-1 0-2 0-3 1-3 2-3 | Ceci (Kulak, Holloway) — 21 min 16 s Hyman (Bouchard, Nugent-Hopkins) — 25 min 50 s Nugent-Hopkins (Bouchard, Draisaitl) — 35 min 22 s (SN) | Arbitrage : Chris Rooney, Jean Hebert Devin Berg, Jonny Murray |
| Šilovs           | Gardiens                                                      | Skinner             | | Arbitrage : Chris Rooney, Jean Hebert Devin Berg, Jonny Murray |
| 4 min            | Pénalités                                                     | 6 min               | | Arbitrage : Chris Rooney, Jean Hebert Devin Berg, Jonny Murray |
| 17               | Tirs                                                          | 29                  | | Arbitrage : Chris Rooney, Jean Hebert Devin Berg, Jonny Murray |

### Finales d'association

#### New York contre Floride
| 22 mai | New York | 0-3 (0-1, 0-0, 0-2) | Floride | Madison Square Garden 18 006 spectateurs |

| Feuille de match | Feuille de match | Feuille de match | Feuille de match                                                                                         | Feuille de match                                                     |
| ---------------- | ---------------- | ---------------- | --- | -------------------------------------------------------------------- |
|                  |                  | 0-1 0-2 0-3      | Tkachuk (Forsling, Verhaeghe) — 16 min 26 s Verhaeghe — 56 min 12 s Bennett (Tkachuk) — 58 min 41 s (CV) | Arbitrage : Steve Kozari, Dan O'Rourke Steve Barton, Matt MacPherson |
| Chestiorkine     | Gardiens         | Bobrovski        | | Arbitrage : Steve Kozari, Dan O'Rourke Steve Barton, Matt MacPherson |
| 6 min            | Pénalités        | 4 min            | | Arbitrage : Steve Kozari, Dan O'Rourke Steve Barton, Matt MacPherson |
| 24               | Tirs             | 27               | | Arbitrage : Steve Kozari, Dan O'Rourke Steve Barton, Matt MacPherson |

| 24 mai | New York | 2-1 (pr) (1-1, 0-0, 0-0, 1-0) | Floride | Madison Square Garden 18 006 spectateurs |

| Feuille de match | Feuille de match                                                              | Feuille de match | Feuille de match                               | Feuille de match                                                    |
| ---------------- | ----------------------------------------------------------------------------- | ---------------- | ---------------------------------------------- | ------------------------------------------------------------------- |
|                  | Trocheck (Fox, Panarine) — 4 min 12 s Goodrow (Trocheck, Trouba) — 74 min 1 s | 1-0 1-1 2-1      | Verhaeghe (Bennett, Lundell) — 18 min 9 s (SN) | Arbitrage : Chris Rooney, Francois StLaurent Devin Berg, Ryan Daisy |
| Chestiorkine     | Gardiens                                                                      | Bobrovski        |                                                | Arbitrage : Chris Rooney, Francois StLaurent Devin Berg, Ryan Daisy |
| 8 min            | Pénalités                                                                     | 12 min           |                                                | Arbitrage : Chris Rooney, Francois StLaurent Devin Berg, Ryan Daisy |
| 30               | Tirs                                                                          | 27               |                                                | Arbitrage : Chris Rooney, Francois StLaurent Devin Berg, Ryan Daisy |

| 26 mai | Floride | 4-5 (pr) (2-2, 0-2, 2-0, 0-1) | New York | Amerant Bank Arena 19 780 spectateurs |

| Feuille de match | Feuille de match | Feuille de match                    | Feuille de match | Feuille de match                                                       |
| ---------------- | --- | ----------------------------------- | --- | ---------------------------------------------------------------------- |
|                  | Reinhart (Barkov) — 2 min 50 s (SN) Reinhart (Verhaeghe) — 14 min 46 s (SN) Barkov (Verhaeghe, Mikkola) — 45 min 4 s Forsling (Tkachuk, Rodrigues) — 46 min 58 s | 1-0 1-1 1-2 2-2 2-3 2-4 3-4 4-4 4-5 | Lafrenière (Trocheck, Trouba) — 7 min 17 s Goodrow (Schneider, Cuylle) — 7 min 42 s Lafrenière (Miller, Trouba) — 35 min 23 s Goodrow (Trocheck, Lindgren) — 38 min 14 s (IN) Wennberg (Lindgren, Roslovic) — 65 min 35 s | Arbitrage : Kelly Sutherland, Eric Furlatt Scott Cherrey, Ryan Gibbons |
| Bobrovski        | Gardiens | Chestiorkine                        | | Arbitrage : Kelly Sutherland, Eric Furlatt Scott Cherrey, Ryan Gibbons |
| 4 min            | Pénalités | 12 min                              | | Arbitrage : Kelly Sutherland, Eric Furlatt Scott Cherrey, Ryan Gibbons |
| 37               | Tirs | 23                                  | | Arbitrage : Kelly Sutherland, Eric Furlatt Scott Cherrey, Ryan Gibbons |

| 28 mai | Floride | 3-2 (pr) (0-1, 2-0, 0-1, 1-0) | New York | Amerant Bank Arena 19 754 spectateurs |

| Feuille de match | Feuille de match | Feuille de match    | Feuille de match                                                                    | Feuille de match                                                     |
| ---------------- | --- | ------------------- | ----------------------------------------------------------------------------------- | -------------------------------------------------------------------- |
|                  | Bennett (Forsling, Bobrovski) — 28 min 45 s Verhaeghe (Tkachuk, Barkov) — 32 min 16 s (SN) Reinhart (Barkov, Montour) — 61 min 12 s (SN) | 0-1 1-1 2-1 2-2 3-2 | Trocheck (Panarine, Fox) — 8 min 51 s (SN) Lafrenière (Fox, Panarine) — 43 min 28 s | Arbitrage : Jean Hebert, Garrett Rank Jonny Murray, Shandor Alphonso |
| Bobrovski        | Gardiens | Chestiorkine        |                                                                                     | Arbitrage : Jean Hebert, Garrett Rank Jonny Murray, Shandor Alphonso |
| 6 min            | Pénalités | 8 min               |                                                                                     | Arbitrage : Jean Hebert, Garrett Rank Jonny Murray, Shandor Alphonso |
| 40               | Tirs | 23                  |                                                                                     | Arbitrage : Jean Hebert, Garrett Rank Jonny Murray, Shandor Alphonso |

| 30 mai | New York | 2-3 (0-0, 1-1, 1-2) | Floride | Madison Square Garden 18 006 spectateurs |

| Feuille de match | Feuille de match                                                           | Feuille de match    | Feuille de match                                                                                       | Feuille de match                                                     |
| ---------------- | -------------------------------------------------------------------------- | ------------------- | --- | -------------------------------------------------------------------- |
|                  | Kreider (Zibanejad) — 22 min 4 s (IN) Lafrenière (Zibanejad) — 59 min 10 s | 1-0 1-1 1-2 1-3 2-3 | Forsling (Bennett, Ekblad) — 28 min 21 s Lundell (Luostarinen) — 50 min 22 s Bennett — 58 min 8 s (CV) | Arbitrage : Dan O'Rourke, Steve Kozari Steve Barton, Matt MacPherson |
| Chestiorkine     | Gardiens                                                                   | Bobrovski           | | Arbitrage : Dan O'Rourke, Steve Kozari Steve Barton, Matt MacPherson |
| 8 min            | Pénalités                                                                  | 8 min               | | Arbitrage : Dan O'Rourke, Steve Kozari Steve Barton, Matt MacPherson |
| 27               | Tirs                                                                       | 37                  | | Arbitrage : Dan O'Rourke, Steve Kozari Steve Barton, Matt MacPherson |

| 1er juin | Floride | 2-1 (1-0, 0-0, 1-1) | New York | Amerant Bank Arena 19 865 spectateurs |

| Feuille de match | Feuille de match                                                                 | Feuille de match | Feuille de match                       | Feuille de match                                                    |
| ---------------- | -------------------------------------------------------------------------------- | ---------------- | -------------------------------------- | ------------------------------------------------------------------- |
|                  | Bennett (Rodrigues) — 19 min 10 s Tarassenko (Lundell, Luostarinen) — 49 min 8 s | 1-0 2-0 2-1      | Panarine (Trocheck, Fox) — 58 min 20 s | Arbitrage : Francois StLaurent, Chris Rooney Devin Berg, Ryan Daisy |
| Bobrovski        | Gardiens                                                                         | Chestiorkine     |                                        | Arbitrage : Francois StLaurent, Chris Rooney Devin Berg, Ryan Daisy |
| 2 min            | Pénalités                                                                        | 2 min            |                                        | Arbitrage : Francois StLaurent, Chris Rooney Devin Berg, Ryan Daisy |
| 34               | Tirs                                                                             | 24               |                                        | Arbitrage : Francois StLaurent, Chris Rooney Devin Berg, Ryan Daisy |

#### Dallas contre Edmonton
| 23 mai | Dallas | 2-3 (2 pr) (0-0, 1-2, 1-0, 0-0, 0-1) | Edmonton | American Airlines Center 18 532 spectateurs |

| Feuille de match | Feuille de match                                                      | Feuille de match    | Feuille de match | Feuille de match                                                       |
| ---------------- | --------------------------------------------------------------------- | ------------------- | --- | ---------------------------------------------------------------------- |
|                  | Seguin (Benn) — 26 min 11 s Seguin (Dadonov, Robertson) — 56 min 37 s | 0-1 0-2 1-2 2-2 2-3 | Draisaitl (Kulak, Hyman) — 20 min 58 s Hyman (McDavid) — 24 min 17 s McDavid (Bouchard, Nugent-Hopkins) — 80 min 32 s | Arbitrage : Eric Furlatt, Kelly Sutherland Scott Cherrey, Ryan Gibbons |
| Oettinger        | Gardiens                                                              | Skinner             | | Arbitrage : Eric Furlatt, Kelly Sutherland Scott Cherrey, Ryan Gibbons |
| 2 min            | Pénalités                                                             | 10 min              | | Arbitrage : Eric Furlatt, Kelly Sutherland Scott Cherrey, Ryan Gibbons |
| 33               | Tirs                                                                  | 38                  | | Arbitrage : Eric Furlatt, Kelly Sutherland Scott Cherrey, Ryan Gibbons |

| 25 mai | Dallas | 3-1 (1-1, 0-0, 2-0) | Edmonton | American Airlines Center 18 532 spectateurs |

| Feuille de match | Feuille de match | Feuille de match | Feuille de match                   | Feuille de match                                                     |
| ---------------- | --- | ---------------- | ---------------------------------- | -------------------------------------------------------------------- |
|                  | Benn (Johnston, Heiskanen) — 3 min 39 s Marchment (Suter, Steel) — 43 min 41 s Lindell (Benn, Johnston) — 57 min 57 s (CV) | 1-0 1-1 2-1 3-1  | Brown (Ceci, Foegele) — 4 min 23 s | Arbitrage : Jean Hebert, Garrett Rank Jonny Murray, Shandor Alphonso |
| Oettinger        | Gardiens | Skinner          |                                    | Arbitrage : Jean Hebert, Garrett Rank Jonny Murray, Shandor Alphonso |
| 4 min            | Pénalités | 4 min            |                                    | Arbitrage : Jean Hebert, Garrett Rank Jonny Murray, Shandor Alphonso |
| 25               | Tirs | 29               |                                    | Arbitrage : Jean Hebert, Garrett Rank Jonny Murray, Shandor Alphonso |

| 27 mai | Edmonton | 3-5 (2-0, 1-3, 0-2) | Dallas | Rogers Place 18 347 spectateurs |

| Feuille de match | Feuille de match                                                                         | Feuille de match                | Feuille de match | Feuille de match                                                     |
| ---------------- | ---------------------------------------------------------------------------------------- | ------------------------------- | --- | -------------------------------------------------------------------- |
|                  | Hyman (McDavid, Bouchard) — 2 min 2 s McDavid — 7 min 37 s Henrique (Brown) — 39 min 7 s | 1-0 2-0 2-1 2-2 2-3 3-3 3-4 3-5 | Robertson (Hintz, Seguin) — 25 min 35 s Robertson (Hintz) — 28 min 5 s Johnston (Stankoven, Benn) — 29 min 8 s Robertson (Seguin, Lindell) — 51 min 54 s Heiskanen (Benn) — 58 min 8 s (CV) | Arbitrage : Steve Kozari, Dan O'Rourke Steve Barton, Matt MacPherson |
| Skinner          | Gardiens                                                                                 | Oettinger                       | | Arbitrage : Steve Kozari, Dan O'Rourke Steve Barton, Matt MacPherson |
| 4 min            | Pénalités                                                                                | 6 min                           | | Arbitrage : Steve Kozari, Dan O'Rourke Steve Barton, Matt MacPherson |
| 30               | Tirs                                                                                     | 22                              | | Arbitrage : Steve Kozari, Dan O'Rourke Steve Barton, Matt MacPherson |

| 29 mai | Edmonton | 5-2 (2-2, 2-0, 1-0) | Dallas | Rogers Place 18 347 spectateurs |

| Feuille de match | Feuille de match | Feuille de match            | Feuille de match                                                      | Feuille de match                                                    |
| ---------------- | --- | --------------------------- | --------------------------------------------------------------------- | ------------------------------------------------------------------- |
|                  | McLeod (Perry, Nurse) — 13 min 30 s Bouchard (McDavid, Nugent-Hopkins) — 16 min 17 s Janmark (Brown) — 34 min 31 s (IN) Draisaitl (Hyman, McDavid) — 35 min 22 s Ekholm (McDavid) — 58 min 7 s (CV) | 0-1 0-2 1-2 2-2 3-2 4-2 5-2 | Johnston (Benn, Harley) — 58 s Lindell (Heiskanen, Benn) — 5 min 29 s | Arbitrage : Chris Rooney, Francois StLaurent Devin Berg, Ryan Daisy |
| Skinner          | Gardiens | Oettinger                   |                                                                       | Arbitrage : Chris Rooney, Francois StLaurent Devin Berg, Ryan Daisy |
| 4 min            | Pénalités | 2 min                       |                                                                       | Arbitrage : Chris Rooney, Francois StLaurent Devin Berg, Ryan Daisy |
| 29               | Tirs | 22                          |                                                                       | Arbitrage : Chris Rooney, Francois StLaurent Devin Berg, Ryan Daisy |

| 31 mai | Dallas | 1-3 (0-1, 0-2, 1-0) | Edmonton | American Airlines Center 18 532 spectateurs |

| Feuille de match | Feuille de match                          | Feuille de match | Feuille de match | Feuille de match                                                       |
| ---------------- | ----------------------------------------- | ---------------- | --- | ---------------------------------------------------------------------- |
|                  | Johnston (Harley, Stankoven) — 54 min 9 s | 0-1 0-2 0-3 1-3  | Nugent-Hopkins (Bouchard, McDavid) — 14 min 9 s (SN) Nugent-Hopkins (Draisaitl, Bouchard) — 21 min 6 s (SN) Broberg (Henrique, Kane) — 25 min 9 s | Arbitrage : Eric Furlatt, Kelly Sutherland Ryan Gibbons, Scott Cherrey |
| Oettinger        | Gardiens                                  | Skinner          | | Arbitrage : Eric Furlatt, Kelly Sutherland Ryan Gibbons, Scott Cherrey |
| 6 min            | Pénalités                                 | 4 min            | | Arbitrage : Eric Furlatt, Kelly Sutherland Ryan Gibbons, Scott Cherrey |
| 20               | Tirs                                      | 26               | | Arbitrage : Eric Furlatt, Kelly Sutherland Ryan Gibbons, Scott Cherrey |

| 2 juin | Edmonton | 2-1 (2-0, 0-0, 0-1) | Dallas | Rogers Place 18 347 spectateurs |

| Feuille de match | Feuille de match                                                                             | Feuille de match | Feuille de match                        | Feuille de match                                                     |
| ---------------- | -------------------------------------------------------------------------------------------- | ---------------- | --------------------------------------- | -------------------------------------------------------------------- |
|                  | McDavid (Draisaitl, Bouchard) — 4 min 17 s (SN) Hyman (McDavid, Bouchard) — 15 min 42 s (SN) | 1-0 2-0 2-1      | Marchment (Seguin, Tanev) — 49 min 18 s | Arbitrage : Jean Hebert, Garrett Rank Shandor Alphonso, Jonny Murray |
| Skinner          | Gardiens                                                                                     | Oettinger        |                                         | Arbitrage : Jean Hebert, Garrett Rank Shandor Alphonso, Jonny Murray |
| 6 min            | Pénalités                                                                                    | 4 min            |                                         | Arbitrage : Jean Hebert, Garrett Rank Shandor Alphonso, Jonny Murray |
| 10               | Tirs                                                                                         | 35               |                                         | Arbitrage : Jean Hebert, Garrett Rank Shandor Alphonso, Jonny Murray |

### Finale de la Coupe Stanley
Les Panthers de la Floride retrouvent la finale de la Coupe Stanley un an après avoir été battus par les Golden Knights de Vegas. De leur côté, les Oilers d'Edmonton, battus en finale d'association en 2023 par ces même Golden Knights, sont en finale pour la première fois depuis 18 ans. En saison régulière, les Panthers ont battu les Oilers à deux reprises et sont favoris de la confrontation.
| 8 juin | Floride | 3-0 (1-0, 1-0, 1-0) | Edmonton | Amerant Bank Arena 19 543 spectateurs |

| Feuille de match | Feuille de match | Feuille de match | Feuille de match | Feuille de match                                                     |
| ---------------- | --- | ---------------- | ---------------- | -------------------------------------------------------------------- |
|                  | Verhaeghe (Barkov, Reinhart) — 3 min 59 s Rodrigues (Bennett, Montour) — 22 min 16 s Luostarinen (Barkov) — 59 min 55 s (CV) | 1-0 2-0 3-0      |                  | Arbitrage : Jean Hebert, Garrett Rank Shandor Alphonso, Jonny Murray |
| Bobrovski        | Gardiens | Skinner          |                  | Arbitrage : Jean Hebert, Garrett Rank Shandor Alphonso, Jonny Murray |
| 10 min           | Pénalités | 8 min            |                  | Arbitrage : Jean Hebert, Garrett Rank Shandor Alphonso, Jonny Murray |
| 18               | Tirs | 32               |                  | Arbitrage : Jean Hebert, Garrett Rank Shandor Alphonso, Jonny Murray |

| 10 juin | Floride | 4-1 (0-1, 1-0, 3-0) | Edmonton | Amerant Bank Arena 19 673 spectateurs |

| Feuille de match | Feuille de match | Feuille de match    | Feuille de match                         | Feuille de match                                             |
| ---------------- | --- | ------------------- | ---------------------------------------- | ------------------------------------------------------------ |
|                  | Mikkola (Lundell, Tarassenko) — 29 min 34 s Rodrigues — 43 min 11 s Rodrigues (Lundell, Ekman-Larsson) — 52 min 26 s (SN) Ekblad (Bennett) — 57 min 32 s (CV) | 0-1 1-1 2-1 3-1 4-1 | Ekholm (McDavid, Bouchard) — 11 min 17 s | Arbitrage : Jean Hebert, Chris Rooney Devin Berg, Ryan Daisy |
| Bobrovski        | Gardiens | Skinner             |                                          | Arbitrage : Jean Hebert, Chris Rooney Devin Berg, Ryan Daisy |
| 12 min           | Pénalités | 45 min              |                                          | Arbitrage : Jean Hebert, Chris Rooney Devin Berg, Ryan Daisy |
| 29               | Tirs | 19                  |                                          | Arbitrage : Jean Hebert, Chris Rooney Devin Berg, Ryan Daisy |

| 13 juin | Edmonton | 3-4 (0-1, 1-3, 2-0) | Floride | Rogers Place 18 347 spectateurs |

| Feuille de match | Feuille de match                                                                                             | Feuille de match            | Feuille de match | Feuille de match                                                     |
| ---------------- | --- | --------------------------- | --- | -------------------------------------------------------------------- |
|                  | Foegele (Henrique) — 21 min 49 s Broberg (McDavid, Nurse) — 46 min 2 s McLeod (Kulak, McDavid) — 54 min 43 s | 0-1 1-1 1-2 1-3 1-4 2-4 3-4 | Reinhart (Forsling, Barkov) — 18 min 58 s Tarassenko (Luostarinen, Lundell) — 29 min 12 s Bennett (Tkachuk) — 33 min 57 s Barkov (Rodrigues, Reinhart) — 35 min 31 s | Arbitrage : Steve Kozari, Dan O'Rourke Jonny Murray, Matt MacPherson |
| Skinner          | Gardiens | Bobrovski                   | | Arbitrage : Steve Kozari, Dan O'Rourke Jonny Murray, Matt MacPherson |
| 6 min            | Pénalités | 10 min                      | | Arbitrage : Steve Kozari, Dan O'Rourke Jonny Murray, Matt MacPherson |
| 35               | Tirs | 23                          | | Arbitrage : Steve Kozari, Dan O'Rourke Jonny Murray, Matt MacPherson |

| 15 juin | Edmonton | 8-1 (3-1, 3-0, 2-0) | Floride | Rogers Place 18 347 spectateurs |

| Feuille de match | Feuille de match | Feuille de match                              | Feuille de match                             | Feuille de match                                             |
| ---------------- | --- | --------------------------------------------- | -------------------------------------------- | ------------------------------------------------------------ |
|                  | Janmark (Brown) — 3 min 11 s (IN) Henrique (Janmark, Ekholm) — 7 min 48 s Holloway (Draisaitl, Kulak) — 14 min 48 s McDavid (Hyman, Bouchard) — 21 min 13 s Nurse (McDavid, Hyman) — 24 min 59 s Nugent-Hopkins (Draisaitl, McDavid) — 33 min 3 s (SN) Holloway (McDavid, Perry) — 54 min 11 s McLeod (Holloway, Foegele) — 56 min 41 s | 1-0 2-0 2-1 3-1 4-1 5-1 6-1 7-1 8-1           | Tarassenko (Forsling, Lundell) — 11 min 26 s | Arbitrage : Jean Hebert, Chris Rooney Devin Berg, Ryan Daisy |
| Skinner          | Gardiens | Bobrovski (24 min 53 s) Stolarz (34 min 50 s) |                                              | Arbitrage : Jean Hebert, Chris Rooney Devin Berg, Ryan Daisy |
| 8 min            | Pénalités | 12 min                                        |                                              | Arbitrage : Jean Hebert, Chris Rooney Devin Berg, Ryan Daisy |
| 35               | Tirs | 33                                            |                                              | Arbitrage : Jean Hebert, Chris Rooney Devin Berg, Ryan Daisy |

| 18 juin | Floride | 3-5 (0-1, 2-3, 1-1) | Edmonton | Amerant Bank Arena 19 956 spectateurs |

| Feuille de match | Feuille de match                                                                                                 | Feuille de match                | Feuille de match | Feuille de match                                             |
| ---------------- | --- | ------------------------------- | --- | ------------------------------------------------------------ |
|                  | Tkachuk (Rodrigues) — 26 min 53 s Rodrigues (Montour, Bennett) — 32 min 8 s Ekman-Larsson (Tkachuk) — 44 min 4 s | 0-1 0-2 0-3 1-3 1-4 2-4 3-4 3-5 | Brown — 5 min 30 s (IN) Hyman (Bouchard, McDavid) — 21 min 58 s (SN) McDavid (Foegele, Bouchard) — 25 min Perry (McDavid, Bouchard) — 31 min 54 s (SN) McDavid — 59 min 41 s (CV) | Arbitrage : Jean Hebert, Chris Rooney Devin Berg, Ryan Daisy |
| Bobrovski        | Gardiens | Skinner                         | | Arbitrage : Jean Hebert, Chris Rooney Devin Berg, Ryan Daisy |
| 12 min           | Pénalités | 8 min                           | | Arbitrage : Jean Hebert, Chris Rooney Devin Berg, Ryan Daisy |
| 32               | Tirs | 24                              | | Arbitrage : Jean Hebert, Chris Rooney Devin Berg, Ryan Daisy |

| 21 juin | Edmonton | 5-1 (1-0, 2-0, 2-1) | Floride | Rogers Place 18 347 spectateurs |

| Feuille de match | Feuille de match | Feuille de match        | Feuille de match                           | Feuille de match                                             |
| ---------------- | --- | ----------------------- | ------------------------------------------ | ------------------------------------------------------------ |
|                  | Foegele (Draisaitl, Kulak) — 7 min 27 s Henrique (Janmark, Ekholm) — 20 min 46 s Hyman (Nugent-Hopkins) — 38 min 20 s McLeod (Foegele) — 56 min 45 s (CV) Nurse (Skinner, Broberg) — 56 min 57 s (CV) | 1-0 2-0 3-0 3-1 4-1 5-1 | Barkov (Verhaeghe, Koulikov) — 41 min 28 s | Arbitrage : Jean Hebert, Chris Rooney Devin Berg, Ryan Daisy |
| Skinner          | Gardiens | Bobrovski               |                                            | Arbitrage : Jean Hebert, Chris Rooney Devin Berg, Ryan Daisy |
| 18 min           | Pénalités | 16 min                  |                                            | Arbitrage : Jean Hebert, Chris Rooney Devin Berg, Ryan Daisy |
| 21               | Tirs | 21                      |                                            | Arbitrage : Jean Hebert, Chris Rooney Devin Berg, Ryan Daisy |

| 24 juin | Floride | 2-1 (1-1, 1-0, 0-0) | Edmonton | Amerant Bank Arena 19 939 spectateurs |

| Feuille de match | Feuille de match                                                                         | Feuille de match | Feuille de match            | Feuille de match                                                     |
| ---------------- | ---------------------------------------------------------------------------------------- | ---------------- | --------------------------- | -------------------------------------------------------------------- |
|                  | Verhaeghe (Rodrigues, Lundell) — 4 min 27 s Reinhart (Verhaeghe, Koulikov) — 35 min 11 s | 1-0 1-1 2-1      | Janmark (Ceci) — 6 min 44 s | Arbitrage : Steve Kozari, Dan O'Rourke Jonny Murray, Matt MacPherson |
| Bobrovski        | Gardiens                                                                                 | Skinner          |                             | Arbitrage : Steve Kozari, Dan O'Rourke Jonny Murray, Matt MacPherson |
| 2 min            | Pénalités                                                                                | 4 min            |                             | Arbitrage : Steve Kozari, Dan O'Rourke Jonny Murray, Matt MacPherson |
| 21               | Tirs                                                                                     | 24               |                             | Arbitrage : Steve Kozari, Dan O'Rourke Jonny Murray, Matt MacPherson |

## Effectif champion
La liste ci-dessous présente l'ensemble des joueurs ayant le droit de faire partie de l'effectif officiel champion de la Coupe Stanley. Pour être listés parmi les vainqueurs de la coupe et avoir leur nom gravé sur celle-ci, les joueurs doivent avoir participé, avec l'équipe gagnante, au minimum à 41 des rencontres de la saison régulière ou une rencontre de la finale des séries éliminatoires. Toutefois, deux joueurs n'ayant pas joué le nombre de matchs nécessaire ont vu leur nom également gravé sur demande de l'équipe : Joshua Mahura et Jonah Gadjovich. En plus des joueurs, des membres de la franchise ont également leur nom sur la Coupe. Au total, 53 membres de l'équipe ont leur nom gravé sur la Coupe Stanley.
- Joueurs : Aleksander Barkov, Samuel Bennett, Sergueï Bobrovski, Nick Cousins, Aaron Ekblad, Oliver Ekman-Larsson, Gustav Forsling, Jonah Gadjovich, Dmitri Koulikov, Ryan Lomberg, Steven Lorentz, Anton Lundell, Eetu Luostarinen, Joshua Mahura, Niko Mikkola, Brandon Montour, Kyle Okposo, Samson Reinhart, Evan Rodrigues, Kevin Stenlund, Anthony Stolarz, Vladimir Tarassenko, Matthew Tkachuk, Carter Verhaeghe.

### Feuilles de match
Les feuilles de match sont issues du site officiel en français de la Ligue nationale de hockey : http://www.nhl.com/fr

#### Quarts de finale d'association
1. ↑  Floride - Tampa Bay 21/04/2024
2. ↑  Floride - Tampa Bay 23/04/2024
3. ↑  Tampa Bay - Floride 25/04/2024
4. ↑  Tampa Bay - Floride 27/04/2024
5. ↑  Floride - Tampa Bay 29/04/2024
6. ↑  Boston - Toronto 20/04/2024
7. ↑  Boston - Toronto 22/04/2024
8. ↑  Toronto - Boston 24/04/2024
9. ↑  Toronto - Boston 27/04/2024
10. ↑  Boston - Toronto 30/04/2024
11. ↑  Toronto - Boston 02/05/2024
12. ↑  Boston - Toronto 04/05/2024
13. ↑  New York - Washington 21/04/2024
14. ↑  New York - Washington 23/04/2024
15. ↑  Washington - New York 26/04/2024
16. ↑  Washington - New York 28/04/2024
17. ↑  Caroline - New York 20/04/2024
18. ↑  Caroline - New York 22/04/2024
19. ↑  New York - Caroline 25/04/2024
20. ↑  New York - Caroline 27/04/2024
21. ↑  Caroline - New York 30/04/2024
22. ↑  Dallas - Vegas 22/04/2024
23. ↑  Dallas - Vegas 24/04/2024
24. ↑  Vegas - Dallas 27/04/2024
25. ↑  Vegas - Dallas 29/04/2024
26. ↑  Dallas - Vegas 01/05/2024
27. ↑  Vegas - Dallas 03/05/2024
28. ↑  Dallas - Vegas 05/05/2024
29. ↑  Winnipeg - Colorado 21/04/2024
30. ↑  Winnipeg - Colorado 23/04/2024
31. ↑  Colorado - Winnipeg 26/04/2024
32. ↑  Colorado - Winnipeg 28/04/2024
33. ↑  Winnipeg - Colorado 30/04/2024
34. ↑  Vancouver - Nashville 21/04/2024
35. ↑  Vancouver - Nashville 23/04/2024
36. ↑  Nashville - Vancouver 26/04/2024
37. ↑  Nashville - Vancouver 28/04/2024
38. ↑  Vancouver - Nashville 30/04/2024
39. ↑  Nashville - Vancouver 03/05/2024
40. ↑  Edmonton - Los Angeles 22/04/2024
41. ↑  Edmonton - Los Angeles 24/04/2024
42. ↑  Los Angeles - Edmonton 26/04/2024
43. ↑  Los Angeles - Edmonton 28/04/2024
44. ↑  Edmonton - Los Angeles 01/05/2024

#### Demi-finales d'association
1. ↑  Floride - Boston 06/05/2024
2. ↑  Floride - Boston 08/05/2024
3. ↑  Boston - Floride 10/05/2024
4. ↑  Boston - Floride 12/05/2024
5. ↑  Floride - Boston 14/05/2024
6. ↑  Boston - Floride 17/05/2024
7. ↑  New York - Caroline 05/05/2024
8. ↑  New York - Caroline 07/05/2024
9. ↑  Caroline - New York 09/05/2024
10. ↑  Caroline - New York 11/05/2024
11. ↑  New York - Caroline 13/05/2024
12. ↑  Caroline - New York 16/05/2024
13. ↑  Dallas - Colorado 07/05/2024
14. ↑  Dallas - Colorado 09/05/2024
15. ↑  Colorado - Dallas 11/05/2024
16. ↑  Colorado - Dallas 13/05/2024
17. ↑  Dallas - Colorado 15/05/2024
18. ↑  Colorado - Dallas 17/05/2024
19. ↑  Vancouver - Edmonton 08/05/2024
20. ↑  Vancouver - Edmonton 10/05/2024
21. ↑  Edmonton - Vancouver 12/05/2024
22. ↑  Edmonton - Vancouver 14/05/2024
23. ↑  Vancouver - Edmonton 16/05/2024
24. ↑  Edmonton - Vancouver 18/05/2024
25. ↑  Vancouver - Edmonton 20/05/2024

#### Finales d'association
1. ↑  New York - Floride 22/05/2024
2. ↑  New York - Floride 24/05/2024
3. ↑  Floride - New York 26/05/2024
4. ↑  Floride - New York 28/05/2024
5. ↑  New York - Floride 30/05/2024
6. ↑  Floride - New York 01/06/2024
7. ↑  Dallas - Edmonton 23/05/2024
8. ↑  Dallas - Edmonton 25/05/2024
9. ↑  Edmonton - Dallas 27/05/2024
10. ↑  Edmonton - Dallas 29/05/2024
11. ↑  Dallas - Edmonton 31/05/2024
12. ↑  Edmonton - Dallas 02/06/2024

#### Finale
1. ↑  Floride - Edmonton 08/06/2024
2. ↑  Floride - Edmonton 10/06/2024
3. ↑  Edmonton - Floride 13/06/2024
4. ↑  Edmonton - Floride 15/06/2024
5. ↑  Floride - Edmonton 18/06/2024
6. ↑  Edmonton - Floride 21/06/2024
7. ↑  Floride - Edmonton 24/06/2024